# Allemagne aux Jeux olympiques d'été de 2016
L'Allemagne participe aux Jeux olympiques d'été de 2016 à Rio de Janeiro au Brésil du 5 août au 21 août. Il s'agit de sa 16e participation à des Jeux d'été, la 7e consécutive depuis la réunification du pays en 1990.

## Médaillés

### Médailles d'or
| Sport                  | Discipline                         | Athlète(s) | Performance    | Date    |
| ---------------------- | ---------------------------------- | --- | -------------- | ------- |
| Médailles d'or : 17    |                                    | |                |         |
| Athlétisme             | Lancer du disque masculin          | Christoph Harting | 68,37 mètres   | 13 août |
| Athlétisme             | Lancer du javelot masculin         | Thomas Röhler | 90,30 mètres   | 20 août |
| Aviron                 | Quatre de couple féminin           | Annekatrin Thiele Carina Bär Julia Lier Lisa Schmidla | 6 min 49 s 39  | 11 août |
| Aviron                 | Quatre de couple masculin          | Philipp Wende Lauritz Schoof Karl Schulze Hans Gruhne | 6 min 6 s 81   | 11 août |
| Beach-volley           | Tournoi féminin                    | Laura Ludwig Kira Walkenhorst | 21-18 / 21-14  | 17 août |
| Canoë-kayak            | C1 1000 mètres hommes              | Sebastian Brendel | 3 min 56 s 926 | 16 août |
| Canoë-kayak            | K2 1000 mètres hommes              | Max Rendschmidt Marcus Gross | 3 min 10 s 781 | 18 août |
| Canoë-kayak            | C2 1000 mètres hommes              | Sebastian Brendel Jan Vandrey | 3 min 43 s 912 | 20 août |
| Canoë-kayak            | K4 1000 mètres hommes              | Max Rendschmidt Tom Liebscher Max Hoff Marcus Gross | 3 min 2 s 143  | 20 août |
| Cyclisme sur piste     | Vitesse individuelle féminine      | Kristina Vogel |                | 16 août |
| Équitation             | Concours complet individuel        | Michael Jung | 40,90 pts      | 9 août  |
| Équitation             | Dressage par équipes               | Kristina Bröring-Sprehe Sönke Rothenberger Dorothee Schneider Isabell Werth | 82,577 pts     | 12 août |
| Football               | Tournoi féminin                    | Saskia Bartusiak Melanie Behringer Laura Benkarth Sara Däbritz Lena Goeßling Josephine Henning Svenja Huth Mandy Islacker Tabea Kemme Isabel Kerschowski Annike Krahn Simone Laudehr Melanie Leupolz Leonie Maier Dzsenifer Marozsán Anja Mittag Babett Peter Alexandra Popp Almuth Schult | 2-1            | 19 août |
| Gymnastique artistique | Barre fixe                         | Fabian Hambüchen | 15,766 pts     | 16 août |
| Tir                    | Carabine à 50 m 3 positions femmes | Barbara Engleder | 458,6 pts      | 11 août |
| Tir                    | Carabine à 50 m tir couché hommes  | Henri Junghänel | 209,5 pts (RO) | 12 août |
| Tir                    | Pistolet à 25 m tir rapide hommes  | Christian Reitz | 34-30          | 13 août |

| Sport                   | Discipline                   | Athlète(s) | Performance     | Date    |
| ----------------------- | ---------------------------- | --- | --------------- | ------- |
| Médailles d'argent : 10 |                              | |                 |         |
| Aviron                  | Huit masculin                | Felix Drahotta Malte Jakschik Eric Johannesen Andreas Kuffner Maximilian Munski Hannes Ocik Maximilian Reinelt Richard Schmidt Martin Sauer (barreur)                                                                                           | 5 min 30 s 96   | 13 août |
| Canoë-kayak             | K2 500 mètres femmes         | Franziska Weber Tina Dietze | 1 min 43 s 738  | 16 août |
| Canoë-kayak             | K4 500 mètres femmes         | Sabrina Hering Franziska Weber Steffi Kriegerstein Tina Dietze | 1 min 32 s 383  | 20 août |
| Équitation              | Concours complet par équipes | Sandra Auffarth Michael Jung Ingrid Klimke Julia Krajewski | 172,80 pts      | 9 août  |
| Équitation              | Dressage individuel          | Isabell Werth | 89,071 pts      | 15 août |
| Football                | Tournoi masculin             | Robert Bauer Lars Bender Sven Bender Julian Brandt Max Christiansen Matthias Ginter Serge Gnabry Leon Goretzka Lukas Klostermann Timo Horn Jannik Huth Philipp Max Max Meyer Nils Petersen Grischa Prömel Davie Selke Niklas Süle Jeremy Toljan | 1-1 (4-5)       | 20 août |
| Tennis                  | Simple dames                 | Angelique Kerber | 4-6 / 6-4 / 1-6 | 13 août |
| Tennis de table         | Par équipes femmes           | Han Ying Petrissa Solja Shan Xiaona | 0-3             | 16 août |
| Tir                     | Pistolet à 25 m femmes       | Monika Karsch | 6-8             | 9 août  |
| Tir à l'arc             | Individuel féminin           | Lisa Unruh | 2-6             | 11 août |

| Sport                    | Discipline                   | Athlète(s) | Performance  | Date    |
| ------------------------ | ---------------------------- | --- | ------------ | ------- |
| Médailles de bronze : 15 |                              | |              |         |
| Athlétisme               | Lancer du disque masculin    | Daniel Jasinski | 67,05 mètres | 13 août |
| Boxe                     | Poids super-légers hommes    | Artem Harutyunyan |              | 19 août |
| Canoë-kayak              | K1 200 mètres hommes         | Ronald Rauhe | 35 s 662     | 20 août |
| Cyclisme sur piste       | Vitesse par équipes féminine | Kristina Vogel Miriam Welte | 32 s 636     | 12 août |
| Gymnastique artistique   | Barres asymétriques          | Sophie Scheder | 15,566 pts   | 14 août |
| Équitation               | Dressage individuel          | Kristina Bröring-Sprehe | 87,142 pts   | 15 août |
| Équitation               | Saut d'obstacles par équipes | Christian Ahlmann Meredith Michaels-Beerbaum Daniel Deusser Ludger Beerbaum | pts          | 17 août |
| Handball                 | Tournoi masculin             | Christian Dissinger Paul Drux Uwe Gensheimer Patrick Groetzki Kai Häfner Silvio Heinevetter Julius Kühn Finn Lemke Hendrik Pekeler Tobias Reichmann Martin Strobel Steffen Weinhold Fabian Wiede Patrick Wiencek Andreas Wolff                               | 31-25        | 21 août |
| Hockey sur gazon         | Tournoi masculin             | Linus Butt Moritz Fürste Florian Fuchs Mats Grambusch Tom Grambusch Martin Häner Tobias Hauke Timm Herzbruch Nicolas Jacobi Mathias Müller Timur Oruz Christopher Rühr Moritz Trompertz Niklas Wellen Christopher Wesley Martin Zwicker                      | 1-1 (4-3)    | 18 août |
| Hockey sur gazon         | Tournoi féminin              | Lisa Hahn Franzisca Hauke Hannah Krüger Nike Lorenz Marie Mävers Julia Müller Janne Müller-Wieland Pia-Sophie Oldhafer Selin Oruz Katharina Otte Cecile Pieper Kristina Reynolds Anne Schröder Lisa Schütze Annika Sprink Charlotte Stapenhorst Jana Teschke | 2-1          | 19 août |
| Judo                     | Moins de 70 kg femmes        | Laura Vargas-Koch | waza-ari     | 10 août |
| Lutte                    | Moins de 85 kg hommes        | Denis Kudla | 3-1          | 15 août |
| Plongeon                 | Tremplin à 3 mètres hommes   | Patrick Hausding | 498,90 pts   | 16 août |
| Tennis de table          | Par équipes hommes           | Timo Boll Dimitrij Ovtcharov Bastian Steger | 3-1          | 17 août |
| Voile                    | 49er hommes                  | Erik Heil Thomas Plössel | 83 pts       | 18 août |

| Sport                  |    |    |    | Total |
| Canoë-kayak            | 4  | 2  | 1  | 7     |
| Tir                    | 3  | 1  | 0  | 4     |
| Équitation             | 2  | 2  | 2  | 6     |
| Aviron                 | 2  | 1  | 0  | 3     |
| Athlétisme             | 2  | 0  | 1  | 3     |
| Football               | 1  | 1  | 0  | 2     |
| Cyclisme sur piste     | 1  | 0  | 1  | 2     |
| Gymnastique artistique | 1  | 0  | 1  | 2     |
| Beach-volley           | 1  | 0  | 0  | 1     |
| Tennis de table        | 0  | 1  | 1  | 2     |
| Tennis                 | 0  | 1  | 0  | 1     |
| Tir à l'arc            | 0  | 1  | 0  | 1     |
| Hockey sur gazon       | 0  | 0  | 2  | 2     |
| Boxe                   | 0  | 0  | 1  | 1     |
| Handball               | 0  | 0  | 1  | 1     |
| Judo                   | 0  | 0  | 1  | 1     |
| Lutte                  | 0  | 0  | 1  | 1     |
| Plongeon               | 0  | 0  | 1  | 1     |
| Voile                  | 0  | 0  | 1  | 1     |
| Total                  | 17 | 10 | 15 | 42    |

| Jour    |   |   |   | Total |
| 6 août  | 0 | 0 | 0 | 0     |
| 7 août  | 0 | 0 | 0 | 0     |
| 8 août  | 0 | 0 | 0 | 0     |
| 9 août  | 1 | 2 | 0 | 3     |
| 10 août | 0 | 0 | 1 | 1     |
| 11 août | 3 | 1 | 0 | 4     |
| 12 août | 2 | 0 | 1 | 3     |
| 13 août | 2 | 2 | 1 | 5     |
| 14 août | 0 | 0 | 1 | 1     |
| 15 août | 0 | 1 | 2 | 3     |
| 16 août | 3 | 2 | 1 | 6     |
| 17 août | 1 | 0 | 2 | 3     |
| 18 août | 1 | 0 | 2 | 3     |
| 19 août | 1 | 0 | 2 | 3     |
| 20 août | 3 | 2 | 1 | 6     |
| 21 août | 0 | 0 | 1 | 1     |

## Athlètes
| Sport              | Hommes | Femmes | Total |
| ------------------ | ------ | ------ | ----- |
| Athlétisme         | 37     | 48     | 85    |
| Aviron             | 25     | 10     | 35    |
| Badminton          | 3      | 4      | 7     |
| Boxe               | 6      | 0      | 6     |
| Canoë-kayak        | 12     | 9      | 21    |
| Cyclisme           | 15     | 14     | 29    |
| Équitation         | 7      | 5      | 12    |
| Escrime            | 3      | 1      | 4     |
| Football           | 18     | 19     | 37    |
| Golf               | 2      | 2      | 4     |
| Gymnastique        | 5      | 12     | 17    |
| Haltérophilie      | 4      | 1      | 5     |
| Handball           | 14     | 0      | 14    |
| Hockey sur gazon   | 16     | 16     | 32    |
| Judo               | 7      | 6      | 13    |
| Lutte              | 3      | 4      | 7     |
| Natation           | 17     | 12     | 29    |
| Pentathlon moderne | 2      | 2      | 4     |
| Plongeon           | 4      | 4      | 8     |
| Voile              | 7      | 5      | 12    |
| Taekwondo          | 2      | 1      | 3     |
| Tennis             | 3      | 5      | 8     |
| Tennis de table    | 3      | 3      | 6     |
| Tir                | 9      | 6      | 15    |
| Tir à l'arc        | 1      | 1      | 2     |
| Triathlon          | 0      | 2      | 2     |
| Volley-ball        | 2      | 4      | 6     |
| Total              | 227    | 196    | 423   |

## Athlétisme

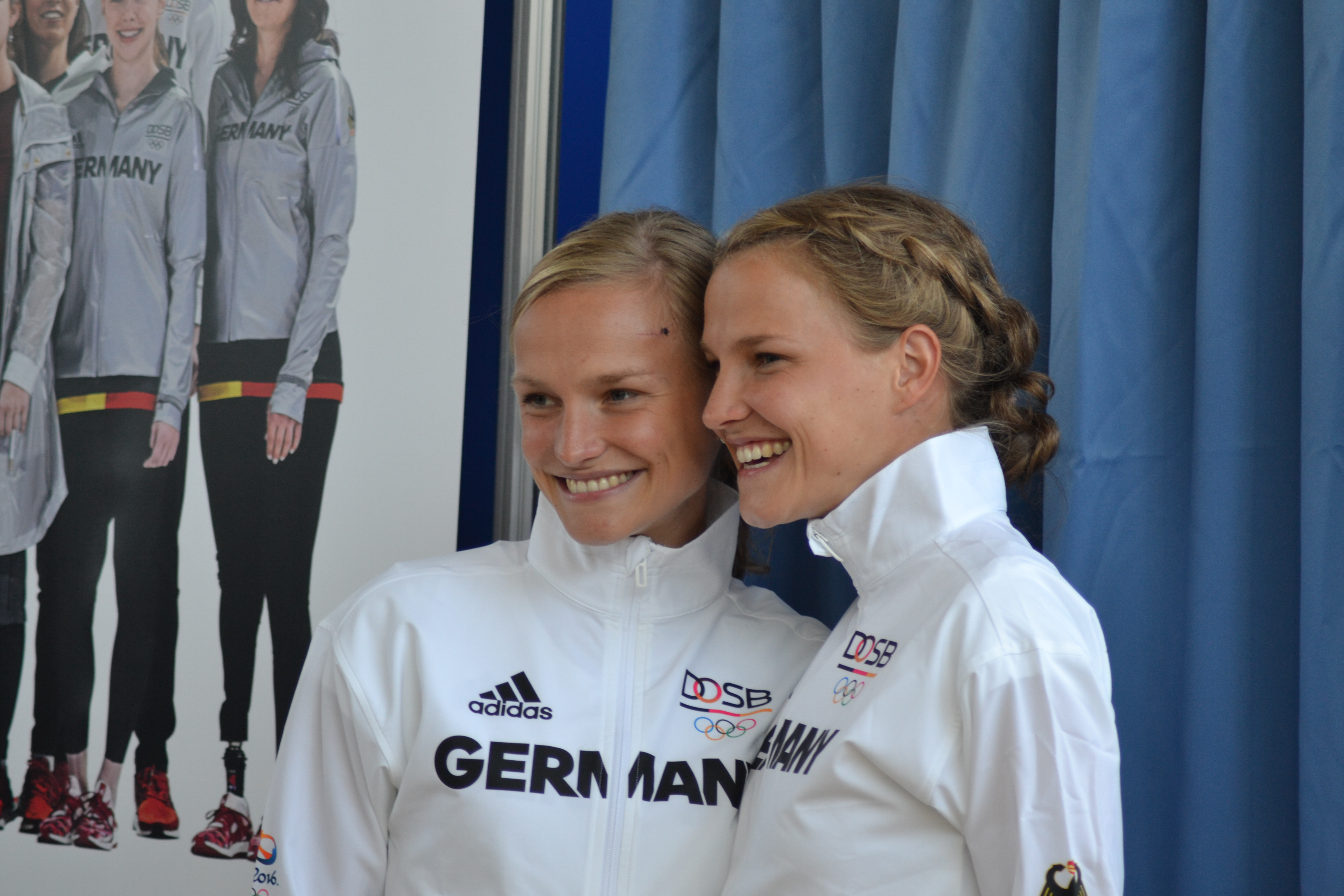
Les sœurs jumelles Hahner.

Légende : NC = non couru ; Q = qualification directe ; q = qualification au repêchage ; PB = meilleure performance personnelle ; SB = meilleure performance personnelle de la saison ; DNS = non partant ; DNF = abandon
Hommes
| Épreuve          | Athlète                                                                                             | Séries         | Séries    | Quarts de finale | Quarts de finale | Demi-finales | Demi-finales | Finale          | Finale        |
| Épreuve          | Athlète                                                                                             | Temps          | Rang      | Temps            | Rang             | Temps        | Rang         | Temps           | Rang          |
| ---------------- | --------------------------------------------------------------------------------------------------- | -------------- | --------- | ---------------- | ---------------- | ------------ | ------------ | --------------- | ------------- |
| 100 m            | Lucas Jakubczyk                                                                                     | Exempt         | Exempt    | 10 s 29          | 5e               | Non qualifié | Non qualifié | Non qualifié    | Non qualifié  |
| 100 m            | Julian Reus                                                                                         | Exempt         | Exempt    | 10 s 34          | 7e               | Non qualifié | Non qualifié | Non qualifié    | Non qualifié  |
| 200 m            | Julian Reus                                                                                         | 20 s 39 (SB)   | 3e        | Non couru        | Non couru        | Non qualifié | Non qualifié | Non qualifié    | Non qualifié  |
| 200 m            | Robin Erewa                                                                                         | 20 s 61        | 5e        | Non couru        | Non couru        | Non qualifié | Non qualifié | Non qualifié    | Non qualifié  |
| 200 m            | Aleixo-Platini Menga                                                                                | 20 s 80        | 5e        | Non couru        | Non couru        | Non qualifié | Non qualifié | Non qualifié    | Non qualifié  |
| 1 500 m          | Homiyu Tesfaye                                                                                      | 3 min 47 s 44  | 7e        | Non couru        | Non couru        | Non qualifié | Non qualifié | Non qualifié    | Non qualifié  |
| 5 000 m          | Florian Orth                                                                                        | 13 min 28 s 88 | 14        | Non couru        | Non couru        | Non couru    | Non couru    | Non qualifié    | Non qualifié  |
| 5 000 m          | Richard Ringer                                                                                      | 14 min 5 s 01  | 20e       | Non couru        | Non couru        | Non couru    | Non couru    | Non qualifié    | Non qualifié  |
| 110 m haies      | Gregor Traber                                                                                       | 13 s 50        | 3e (Q)    | Non couru        | Non couru        | 13 s 43      | 5e           | Non qualifié    | Non qualifié  |
| 110 m haies      | Matthias Bühler                                                                                     | 13 s 90        | 4e        | Non couru        | Non couru        | Non qualifié | Non qualifié | Non qualifié    | Non qualifié  |
| 110 m haies      | Alexander John                                                                                      | 14 s 13        | 5e        | Non couru        | Non couru        | Non qualifié | Non qualifié | Non qualifié    | Non qualifié  |
| Relais 4 × 100 m | Robin Erewa Robert Hering Sven Knipphals Lucas Jakubczyk Julian Reus Alexander Kosenkow Roy Schmidt | 38 s 26        | 6e        | Non couru        | Non couru        | Non couru    | Non couru    | Non qualifiés   | Non qualifiés |
| Marathon         | Philipp Pflieger                                                                                    | Non couru      | Non couru | Non couru        | Non couru        | Non couru    | Non couru    | 2 h 18 min 56 s | 55e           |
| Marathon         | Julian Flügel                                                                                       | Non couru      | Non couru | Non couru        | Non couru        | Non couru    | Non couru    | 2 h 20 min 47 s | 71e           |
| 20 km marche     | Christopher Linke                                                                                   | Non couru      | Non couru | Non couru        | Non couru        | Non couru    | Non couru    | 1 h 20 min 0 s  | 5e            |
| 20 km marche     | Hagen Pohle                                                                                         | Non couru      | Non couru | Non couru        | Non couru        | Non couru    | Non couru    | 1 h 21 min 44 s | 18e           |
| 20 km marche     | Nils Brembach                                                                                       | Non couru      | Non couru | Non couru        | Non couru        | Non couru    | Non couru    | 1 h 23 min 46 s | 38e           |
| 50 km marche     | Carl Dohmann                                                                                        | Non couru      | Non couru | Non couru        | Non couru        | Non couru    | Non couru    | Abandon         | Abandon       |
| 50 km marche     | Hagen Pohle                                                                                         | Non couru      | Non couru | Non couru        | Non couru        | Non couru    | Non couru    | Abandon         | Abandon       |

| Épreuve           | Athlète           | Qualification | Qualification | Finale       | Finale       |
| Épreuve           | Athlète           | Performance   | Rang          | Performance  | Rang         |
| ----------------- | ----------------- | ------------- | ------------- | ------------ | ------------ |
| Saut en hauteur   | Eike Onnen        | 2,26 m        | 24e           | Non qualifié | Non qualifié |
| Saut en hauteur   | Mateusz Przybylko | 2,22 m        | 28e           | Non qualifié | Non qualifié |
| Saut en longueur  | Fabian Heinle     | 7,79 m        | 18e           | Non qualifié | Non qualifié |
| Saut en longueur  | Alyn Camara       | 5,16 m        | 30e           | non qualifié | non qualifié |
| Saut à la perche  | Raphael Holzdeppe | 5,45 m        | 25e           | Non qualifié | Non qualifié |
| Saut à la perche  | Tobias Scherbarth | 5,45 m        | 26e           | Non qualifié | Non qualifié |
| Saut à la perche  | Karsten Dilla     | 5,30 m        | 28e           | Non qualifié | Non qualifié |
| Triple saut       | Max Heß           | 16,56 m       | 15e           | Non qualifié | Non qualifié |
| Lancer du poids   | David Storl       | 20,49 m       | 10e (q)       | 20,64 m      | 7e           |
| Lancer du poids   | Tobias Dahm       | 19,62 m       | 22e           | Non qualifié | Non qualifié |
| Lancer du disque  | Christoph Harting | 65,41 m       | 3e (Q)        | 68,37 m (PB) | 1er          |
| Lancer du disque  | Daniel Jasinski   | 62,83 m       | 11e (Q)       | 67,08 m      | 3e           |
| Lancer du disque  | Robert Harting    | 62,21 m       | 15e           | Non qualifié | Non qualifié |
| Lancer du javelot | Thomas Röhler     | 83,01 m       | 9e (Q)        | 90,30 m      | 1er          |
| Lancer du javelot | Johannes Vetter   | 85,96 m       | 2e (Q)        | 85,32 m      | 4e           |
| Lancer du javelot | Julian Weber      | 84,46 m       | 3e (Q)        | 81,36 m      | 9e           |

| Athlète       | Épreuve   | 100 m   | SL          | LP      | SH          | 400 m   | 110 H   | LD      | SP     | LJ           | 1 500 m            | Total      | Rang    |
| ------------- | --------- | ------- | ----------- | ------- | ----------- | ------- | ------- | ------- | ------ | ------------ | ------------------ | ---------- | ------- |
| Kai Kazmirek  | Résultats | 10 s 78 | 7,69 m (PB) | 14,20 m | 2,10 m      | 46 s 75 | 14 s 62 | 43,25 m | 5,00 m | 64,60 m (PB) | 4 min 31 s 25 (PB) | 8 580 (PB) | 4e      |
| Kai Kazmirek  | Points    | 910     | 982         | 741     | 896         | 971     | 896     | 731     | 910    | 807          | 736                | 8 580 (PB) | 4e      |
| Arthur Abele  | Résultats | 10 s 87 | 6,97 m      | 15,03 m | 1,98 m      | 49 s 02 | 14 s 12 | 44,66 m | 4,50 m | 64,13 m      | 4 min 53 s 07      | 8 013      | 15e     |
| Arthur Abele  | Points    | 890     | 807         | 792     | 785         | 860     | 959     | 760     | 760    | 800          | 600                | 8 013      | 15e     |
| Rico Freimuth | Résultats | 10 s 73 | 7,17 m (SB) | 13,27 m | Non-partant | —       | —       | —       | —      | —            | —                  | Abandon    | Abandon |
| Rico Freimuth | Points    | 922     | 854         | 684     | 0           | —       | —       | —       | —      | —            | —                  | Abandon    | Abandon |

Femmes
| Épreuve          | Athlète                                                         | Séries             | Séries    | Quarts de finale | Quarts de finale | Demi-finales  | Demi-finales  | Finale          | Finale         |               |               |
| Épreuve          | Athlète                                                         | Temps              | Rang      | Temps            | Rang             | Temps         | Rang          | Temps           | Rang           |               |               |
| ---------------- | --------------------------------------------------------------- | ------------------ | --------- | ---------------- | ---------------- | ------------- | ------------- | --------------- | -------------- | ------------- | ------------- |
| 100 m            | Tatjana Pinto                                                   | Non couru          | Non couru | 11 s 31          | 2e (Q)           | 11 s 32       | 7e            | Non qualifiée   | Non qualifiée  |               |               |
| 100 m            | Rebekka Haase                                                   | Non couru          | Non couru | 11 s 41          | 5e               | Non qualifiée | Non qualifiée | Non qualifiée   | Non qualifiée  |               |               |
| 200 m            | Lisa Mayer                                                      | 22 s 86            | 2e (Q)    | Non couru        | Non couru        | 22 s 90       | 7e            | Non qualifiée   | Non qualifiée  |               |               |
| 200 m            | Gina Lückenkemper                                               | 22 s 80            | 3e (q)    | Non couru        | Non couru        | 22 s 73       | 5e            | Non qualifiée   | Non qualifiée  |               |               |
| 200 m            | Nadine Gonska                                                   | 23 s 03            | 4e        | Non couru        | Non couru        | Non qualifiée | Non qualifiée | Non qualifiée   | Non qualifiée  |               |               |
| 400 m            | Ruth Spelmeyer                                                  | 51 s 43 (PB)       | 3e (q)    | Non couru        | Non couru        | 51 s 61       | 6e            | Non qualifiée   | Non qualifiée  |               |               |
| 800 m            | Christina Hering                                                | 2 min 1 s 04       | 7e        | Non couru        | Non couru        | Non qualifiée | Non qualifiée | Non qualifiée   | Non qualifiée  |               |               |
| 800 m            | Fabienne Kohlmann                                               | 2 min 5 s 36       | 7e        | Non couru        | Non couru        | Non qualifiée | Non qualifiée | Non qualifiée   | Non qualifiée  |               |               |
| 1 500 m          | Konstanze Klosterhalfen                                         | 4 min 11 s 76      | 6e (Q)    | Non couru        | Non couru        | 4 min 7 s 26  | 10e           | Non qualifiée   | Non qualifiée  |               |               |
| 1 500 m          | Diana Sujew                                                     | 4 min 9 s 07       | 10e (q)   | Non couru        | Non couru        | 4 min 10 s 15 | 9e            | Non qualifiée   | Non qualifiée  |               |               |
| 100 m haies      | Cindy Roleder                                                   | 12 s 86            | 1re (Q)   | Non couru        | Non couru        | 12 s 69       | 3e (q)        | 12 s 74         | 5e             |               |               |
| 100 m haies      | Pamela Dutkiewicz                                               | 12 s 90            | 3e (Q)    | Non couru        | Non couru        | 12 s 92       | 4e            | Non qualifiée   | Non qualifiée  | Non qualifiée | Non qualifiée |
| 100 m haies      | Nadine Hildebrand                                               | 12 s 84            | 2e (Q)    | Non couru        | Non couru        | 12 s 95       | 4e            | Non qualifiée   | Non qualifiée  |               |               |
| 400 m haies      | Jackie Baumann                                                  | 59 s 04            | 6e        | Non couru        | Non couru        | Non qualifiée | Non qualifiée | Non qualifiée   | Non qualifiée  |               |               |
| 3 000 m steeple  | Gesa Felicitas Krause                                           | 9 min 19 s 70      | 3e (Q)    | Non couru        | Non couru        | Non couru     | Non couru     | 9 min 18 s 41   | 6e             |               |               |
| 3 000 m steeple  | Sanaa Koubaa                                                    | 9 min 35 s 15 (PB) | 9e        | Non couru        | Non couru        | Non couru     | Non couru     | Non qualifiée   | Non qualifiée  |               |               |
| 3 000 m steeple  | Maya Rehberg                                                    | 9 min 51 s 73      | 15e       | Non couru        | Non couru        | Non couru     | Non couru     | Non qualifiée   | Non qualifiée  |               |               |
| Relais 4 × 100 m | Alexandra Burghardt Rebekka Haase Yasmin Kwadwo Tatjana Pinto   | 42 s 18            | 1re (Q)   | Non couru        | Non couru        | Non couru     | Non couru     | 42 s 10         | 4e             |               |               |
| Relais 4 × 400 m | Lara Hoffmann Friederike Möhlenkamp Laura Müller Ruth Spelmeyer | 3 min 26 s 02      | 5e        | Non couru        | Non couru        | Non couru     | Non couru     | Non qualifiées  | Non qualifiées |               |               |
| Marathon         | Anja Scherl                                                     | Non couru          | Non couru | Non couru        | Non couru        | Non couru     | Non couru     | 2 h 37 min 23 s | 44e            |               |               |
| Marathon         | Anna Hahner                                                     | Non couru          | Non couru | Non couru        | Non couru        | Non couru     | Non couru     | 2 h 45 min 32 s | 81e            |               |               |
| Marathon         | Lisa Hahner                                                     | Non couru          | Non couru | Non couru        | Non couru        | Non couru     | Non couru     | 2 h 45 min 33 s | 82e            |               |               |

| Épreuve           | Athlète                    | Qualification | Qualification | Final         | Final         |
| Épreuve           | Athlète                    | Distance      | Position      | Distance      | Position      |
| ----------------- | -------------------------- | ------------- | ------------- | ------------- | ------------- |
| Saut en hauteur   | Marie-Laurence Jungfleisch | 1,94 m        | 12e (Q)       | 1,93 m        | 7e            |
| Saut à la perche  | Martina Strutz             | 4,60 m        | 7e (Q)        | 4,60 m        | 9e            |
| Saut à la perche  | Lisa Ryzih                 | 4,60 m        | 2e (Q)        | 4,50 m        | 10e           |
| Saut à la perche  | Annika Roloff              | 4,45 m        | 21e           | Non qualifiée | Non qualifiée |
| Saut en longueur  | Malaika Mihambo            | 6,82 m        | 2e (Q)        | 6,95 m (PB)   | 4e            |
| Saut en longueur  | Sosthene Moguenara         | 6,55 m        | 11e (q)       | 6,61 m        | 10e           |
| Saut en longueur  | Alexandra Wester           | 5,98 m        | 34e           | Non qualifiée | Non qualifiée |
| Triple saut       | Kristin Gierisch           | 14,26 m       | 4e (q)        | 13,96 m       | 11e           |
| Triple saut       | Jenny Elbe                 | 14,02 m       | 13e           | Non qualifiée | Non qualifiée |
| Lancer du poids   | Christina Schwanitz        | 19,18 m       | 2e (Q)        | 19,03 m       | 6e            |
| Lancer du poids   | Sara Gambetta              | 17,24 m       | 21e           | Non qualifiée | Non qualifiée |
| Lancer du poids   | Lena Urbaniak              | 16,62 m       | 29e           | Non qualifiée | Non qualifiée |
| Lancer du disque  | Nadine Müller              | 63,67 m       | 5e (Q)        | 63,13 m       | 6e            |
| Lancer du disque  | Julia Fischer              | 61,83 m       | 9e (q)        | 62,67 m       | 9e            |
| Lancer du disque  | Shanice Craft              | 60,23 m       | 12e (q)       | 59,83 m       | 11e           |
| Lancer du marteau | Betty Heidler              | 71,17 m       | 6e (q)        | 73,71 m       | 4e            |
| Lancer du marteau | Kathrin Klaas              | 67,92 m       | 18e           | Non qualifiée | Non qualifiée |
| Lancer du marteau | Charlene Woitha            | 62,50 m       | 29e           | Non qualifiée | Non qualifiée |
| Lancer du javelot | Christina Obergföll        | 62,18 m       | 10e (q)       | 62,92 m       | 8e            |
| Lancer du javelot | Linda Stahl                | 63,95 m       | 4 (Q)         | 59,71 m       | 11e           |
| Lancer du javelot | Christin Hussong           | 62,17 m       | 11e (q)       | 57,70 m       | 12e           |

| Athlète         | Épreuve   | 100 m H      | SH          | LP           | 200 m   | SL          | LJ      | 800 m              | Total      | Rang |
| --------------- | --------- | ------------ | ----------- | ------------ | ------- | ----------- | ------- | ------------------ | ---------- | ---- |
| Carolin Schäfer | Résultats | 13 s 12 (PB) | 1,83 m (SB) | 14,57 m (PB) | 23 s 99 | 6,20 m      | 47,99 m | 2 min 16 s 52 (SB) | 6 540      | 5e   |
| Carolin Schäfer | Points    | 1 106        | 1 016       | 832          | 982     | 912         | 821     | 871                | 6 540      | 5e   |
| Jennifer Oeser  | Résultats | 13 s 69      | 1,86 m (PB) | 14,28 m (SB) | 24 s 99 | 6,19 m (SB) | 47,22 m | 2 min 13 s 82 (SB) | 6 401 (SB) | 9e   |
| Jennifer Oeser  | Points    | 1 023        | 1 054       | 813          | 888     | 908         | 806     | 909                | 6 401 (SB) | 9e   |
| Claudia Rath    | Résultats | 13 s 63      | 1,74 m      | 12,83 m      | 24 s 48 | 6,55 m      | 39,39 m | 2 min 7 s 22 (SB)  | 6 270      | 14e  |
| Claudia Rath    | Points    | 1 031        | 903         | 716          | 935     | 1 023       | 656     | 1 006              | 6 270      | 14e  |

## Aviron
Légende : FA = finale A (médaille) ; FB = finale B (pas de médaille) ; FC = finale C (pas de médaille) ; FD = finale D (pas de médaille) ; FE = finale E (pas de médaille) ; FF = finale F (pas de médaille) ; SA/B = demi-finales A/B ; SC/D = demi-finales C/D ; SE/F = demi-finales E/F ; QF = quarts de finale; R= repêchage
Hommes
| Athlète | Compétition                      | Séries        | Séries    | Repêchage     | Repêchage  | Demi-finales  | Demi-finales | Finale        | Finale |
| Athlète | Compétition                      | Temps         | Rang      | Temps         | Rang       | Temps         | Rang         | Temps         | Rang   |
| --- | -------------------------------- | ------------- | --------- | ------------- | ---------- | ------------- | ------------ | ------------- | ------ |
| Marcel Hacker Stephan Krüger | Deux de couple                   | 6 min 31 s 85 | 3e (SA/B) | exempt        | exempt     | 6 min 18 s 32 | 4e (FB)      | 6 min 58 s 86 | 8e     |
| Moritz Moos Jason Osborne | Deux de couple poids légers      | 6 min 40 s 48 | 4e (R)    | 7 min 5 s 36  | 1re (SA/B) | 6 min 35 s 90 | 6e (FB)      | 6 min 32 s 30 | 9e     |
| Anton Braun Maximilian Korge Maximilian Planer Felix Wimberger                                                                                        | Quatre sans barreur              | 5 min 59 s 74 | 2e (SA/B) | exempt        | exempt     | 6 min 35 s 90 | 6e (FB)      | 6 min 6 s 24  | 12e    |
| Tobias Franzmann Jonathan Koch Lucas Schäfer Lars Wichert                                                                                             | Quatre sans barreur poids légers | 6 min 14 s 87 | 4e (R)    | 6 min 3 s 29  | 2e (SA/B)  | 6 min 18 s 43 | 6e (FB)      | 6 min 35 s 83 | 9e     |
| Hans Gruhne Lauritz Schoof Karl Schulze Philipp Wende                                                                                                 | Quatre de couple                 | 5 min 53 s 63 | 3e (R)    | 5 min 51 s 43 | 1ers (FA)  | Exempt        | Exempt       | 6 min 6 s 81  | 1ers   |
| Felix Drahotta Malte Jakschik Eric Johannesen Andreas Kuffner Maximilian Munski Hannes Ocik Maximilian Reinelt Richard Schmidt Martin Sauer (barreur) | Huit                             | 5 min 38 s 22 | 1ers (FA) | Exempt        | Exempt     | Exempt        | Exempt       | 5 min 30 s 96 | 2e     |

Femmes
| Athlète                                               | Compétition                 | Séries        | Séries    | Repêchage    | Repêchage | Demi-finales  | Demi-finales | Finale        | Finale |
| Athlète                                               | Compétition                 | Temps         | Rang      | Temps        | Rang      | Temps         | Rang         | Temps         | Rang   |
| ----------------------------------------------------- | --------------------------- | ------------- | --------- | ------------ | --------- | ------------- | ------------ | ------------- | ------ |
| Kerstin Hartmann Kathrin Marchand                     | Deux sans barreur           | 7 min 17 s 98 | 3e (SA/B) | exempt       | exempt    | 7 min 39 s 79 | 5e (FB)      | 7 min 18 s 57 | 8e     |
| Mareike Adams Marie-Cathérine Arnold                  | Deux de couple              | 7 min 13 s 49 | 4e (R)    | 7 min 0 s 54 | 2e (SA/B) | 6 min 58 s 70 | 5e (FB)      | 7 min 39 s 82 | 7e     |
| Marie-Louise Dräger Fini Sturm                        | Deux de couple poids légers | 7 min 11 s 08 | 3e (R)    | 8 min 2 s 28 | 2e (SA/B) | 7 min 33 s 21 | 6e (FB)      | 7 min 32 s 73 | 11e    |
| Carina Bär Julia Lier Lisa Schmidla Annekatrin Thiele | Quatre de couple            | 6 min 30 s 86 | 1res (FA) | Exempt       | Exempt    | Exempt        | Exempt       | 6 min 49 s 39 | 1res   |

## Badminton
| Athlète                            | Compétition   | Phase de groupes                      | Phase de groupes                              | Phase de groupes                                | Phase de groupes | 1/8e de finale   | Quarts de finale | Demi-finales     | Finale           | Finale    |
| Athlète                            | Compétition   | Adversaire Score                      | Adversaire Score                              | Adversaire Score                                | Rang             | Adversaire Score | Adversaire Score | Adversaire Score | Adversaire Score | Rang      |
| ---------------------------------- | ------------- | ------------------------------------- | --------------------------------------------- | ----------------------------------------------- | ---------------- | ---------------- | ---------------- | ---------------- | ---------------- | --------- |
| Marc Zwiebler                      | Simple hommes | bat Coelho de Oliveira 21-12 / 21-12  | battu par Evans 21-9 / 17-21 / 7-21           | exempt                                          | 2e Gr. K         | Éliminé          | Éliminé          | Éliminé          | Éliminé          | Éliminé   |
| Karin Schnaase                     | Simple dames  | bat Magee 21-14 / 21-19               | battue par Yihan 11-21 / 16-21                | exempt                                          | 2e Gr. P         | Éliminée         | Éliminée         | Éliminée         | Éliminée         | Éliminée  |
| Michael Fuchs / Johannes Schöttler | Double hommes | battus par Goh / Tan 14-21 / 17-21    | battus par Fu / Zhang 11-21 / 16-21           | battent Chew / Pongnairat 21-14 / 21-14         | 3e du Groupe B   | exempt           | Éliminés         | Éliminés         | Éliminés         | Éliminés  |
| Johanna Goliszewski / Carla Nelte  | Double dames  | battues par Tang / Yu 10-21 / 11-21   | battues par Chang / Lee 18-21 / 21-18 / 17-21 | battues par G. Stoeva / S. Stoeva 14-21 / 19-21 | 4e du Groupe D   | exempt           | Éliminées        | Éliminées        | Éliminées        | Éliminées |
| Michael Fuchs / Birgit Michels     | Double mixte  | battus par Zhang / Zhao 19-21 / 16-21 | battus par Jordan / Susanto 16-21 / 15-21     | battus par Lee / Chau 17-21 / 14-21             | 4e du Groupe A   | exempt           | Éliminés         | Éliminés         | Éliminés         | Éliminés  |

## Boxe
| Athlète           | Catégorie             | 1/16e de finale         | 1/8e de finale          | Quart de finale     | Demi finale               | Finale              | Rang    |
| Athlète           | Catégorie             | Adversaire Résultat     | Adversaire Résultat     | Adversaire Résultat | Adversaire Résultat       | Adversaire Résultat | Rang    |
| ----------------- | --------------------- | ----------------------- | ----------------------- | ------------------- | ------------------------- | ------------------- | ------- |
| Hamza Touba       | Mouches (-52 kg)      | Battu par Konki 0 - 3   | Éliminé                 | Éliminé             | Éliminé                   | Éliminé             | Éliminé |
| Artem Harutyunyan | Super-légers (-64 kg) | Exempt                  | Bat Biyarslanov 2 - 0   | Bat Gözgeç 3 - 0    | Battu par Sotomayor 0 - 3 | Éliminé             | 3e      |
| Arajik Marutjan   | Welters (-69 kg)      | Battu par Maestre 1 - 2 | Éliminé                 | Éliminé             | Éliminé                   | Éliminé             | Éliminé |
| Serge Michel      | Mi-lourds (-81 kg)    | Battu par Mina 0 - 3    | Éliminé                 | Éliminé             | Éliminé                   | Éliminé             | Éliminé |
| David Graf        | Lourds (-91 kg)       | Exempt                  | Battu par Peralta 1 - 2 | Éliminé             | Éliminé                   | Éliminé             | Éliminé |
| Erik Pfeifer      | Mouches (+91 kg)      | Battu par Laurent 1 - 3 | Éliminé                 | Éliminé             | Éliminé                   | Éliminé             | Éliminé |

## Canoë-kayak

### Course en ligne
| Athlète                                             | Compétition  | Séries         | Séries | Demi-finales   | Demi-finales | Finale         | Finale       |
| Athlète                                             | Compétition  | Temps          | Rang   | Temps          | Rang         | Temps          | Rang         |
| --------------------------------------------------- | ------------ | -------------- | ------ | -------------- | ------------ | -------------- | ------------ |
| Sebastian Brendel                                   | C1 – 1 000 m | 3 min 58 s 44  | 1er    | Exempt         | Exempt       | 3 min 56 s 926 | 1er          |
| Max Hoff                                            | K1 – 1 000 m | 3 min 33 s 585 | 2e     | 3 min 36 s 136 | 2e           | 3 min 37 s 581 | 7e           |
| Stefan Kiraj                                        | C1 – 200 m   | 41 s 198       | 5e     | 43 s 171       | 6e           | Non qualifié   | Non qualifié |
| Ronald Rauhe                                        | K1 – 200 m   | 34 s 350       | 1er    | 34 s 180       | 2e           | 35 s 662       | 3e           |
| Sebastian Brendel Jan Vandrey                       | C2 – 1 000 m | 3 min 33 s 482 | 1ers   | Exempt         | Exempt       | 3 min 43 s 912 | 1ers         |
| Marcus Gross Max Rendschmidt                        | K2 – 1 000 m | 3 min 19 s 258 | 1ers   | Exempt         | Exempt       | 3 min 10 s 781 | 1ers         |
| Tom Liebscher Ronald Rauhe                          | K2 – 200 m   | 31 s 572       | 4es    | 32 s 061       | 2es          | 32 s 488       | 5es          |
| Marcus Gross Max Hoff Tom Liebscher Max Rendschmidt | K4 – 1 000 m | 2 min 5 s 836  | 1ers   | Exempt         | Exempt       | 3 min 02 s 143 | 1ers         |

| Athlète                                                        | Compétition | Séries         | Séries | Demi-finales   | Demi-finales | Finale         | Finale        |
| Athlète                                                        | Compétition | Temps          | Rang   | Temps          | Rang         | Temps          | Rang          |
| -------------------------------------------------------------- | ----------- | -------------- | ------ | -------------- | ------------ | -------------- | ------------- |
| Conny Waßmuth                                                  | K1 – 200 m  | 41 s 972       | 5e     | 41 s 725       | 6e           | Non qualifiée  | Non qualifiée |
| Franziska Weber                                                | K1 – 500 m  | 1 min 56 s 601 | 4e     | 1 min 56 s 515 | 1re          | 1 min 54 s 553 | 5e            |
| Tina Dietze Franziska Weber                                    | K2 – 500 m  | 1 min 42 s 184 | 1res   | Exemptes       | Exemptes     | 1 min 43 s 738 | 2es           |
| Tina Dietze Sabrina Hering Steffi Kriegerstein Franziska Weber | K4 – 500 m  | 1 min 33 s 185 | 3es    | 1 min 34 s 710 | 1res         | 1 min 15 s 094 | 2es           |

### Slalom
|                         | Compétition | Éliminatoires | Éliminatoires | Éliminatoires | Éliminatoires | Éliminatoires | Éliminatoires | Demi-finales | Demi-finales | Finale   | Finale |
| Course 1                | Compétition | Rang          | Course 2      | Rang          | Total         | Rang          | Résultat      | Rang         | Résultat     | Rang     |        |
| ----------------------- | ----------- | ------------- | ------------- | ------------- | ------------- | ------------- | ------------- | ------------ | ------------ | -------- | ------ |
| Sideris Tasiadis        | C1 hommes   | 100 s 47      | 8e            | 92 s 23       | 1er           | 92 s 23       | 1er Q         | 95 s 63      | 1er Q        | 97 s 90  | 5e     |
| Franz Anton Jan Benzien | C2 hommes   | 103 s 43      | 4e            | 114 s 35      | 8e            | 103 s 43      | 5e Q          | 107 s 93     | 1er Q        | 103 s 58 | 4e     |
| Hannes Aigner           | K1 hommes   | 90 s 33       | 7e            | 87 s 31       | 2e            | 87 s 31       | 3e Q          | 91 s 87      | 6e Q         | 89 s 02  | 4e     |
| Melanie Pfeifer         | K1 femmes   | 115 s 60      | 15e           | 107 s 30      | 12e           | 107 s 30      | 14e Q         | 108 s 58     | 10e Q        | 106 s 89 | 7e     |

## Cyclisme

### Cyclisme sur route
| Athlète          | Compétition      | Temps           | Rang        |
| ---------------- | ---------------- | --------------- | ----------- |
| Tony Martin      | Course en ligne  | Non terminé     | Non terminé |
| Tony Martin      | Contre-la-montre | 1 h 15 min 33 s | 12e         |
| Simon Geschke    | Course en ligne  | Non terminé     | Non terminé |
| Simon Geschke    | Contre-la-montre | 1 h 15 min 49 s | 13e         |
| Emanuel Buchmann | Course en ligne  | 6 h 13 min 03 s | 14e         |
| Maximilian Levy  | Course en ligne  | Non terminé     | Non terminé |

| Athlète             | Compétition      | Temps           | Rang |
| ------------------- | ---------------- | --------------- | ---- |
| Lisa Brennauer      | Course en ligne  | 3 h 56 min 34 s | 19e  |
| Lisa Brennauer      | Contre-la-montre | 45 min 22 s 62  | 8e   |
| Trixi Worrack       | Course en ligne  | 4 h 01 min 33   | 43e  |
| Trixi Worrack       | Contre-la-montre | 46 min 52 s 77  | 16e  |
| Claudia Lichtenberg | Course en ligne  | 3 h 58 min 03 s | 31e  |
| Romy Kasper         | Course en ligne  | 4 h 02 min 07 s | 44e  |

### Cyclisme sur piste
| Athlète                                  | Compétition                 | Qualification   | Qualification | 1er tour                        | Repêchages 1                            | 2e tour                    | Repêchages 2                    | Quarts de finale         | Demi-finales                                | Finale                                              | Finale |
| Athlète                                  | Compétition                 | Temps Vitesse   | Rang          | Adversaire Temps Vitesse        | Adversaire Temps Vitesse                | Adversaire Temps Vitesse   | Adversaire Temps Vitesse        | Adversaire Temps Vitesse | Adversaire Temps Vitesse                    | Adversaire Temps Vitesse                            | Rang   |
| ---------------------------------------- | --------------------------- | --------------- | ------------- | ------------------------------- | --------------------------------------- | -------------------------- | ------------------------------- | ------------------------ | ------------------------------------------- | --------------------------------------------------- | ------ |
| Joachim Eilers                           | Vitesse individuelle hommes | 9 s 908 72,668  | 12e           | bat Zieliński 10 s 428 69,044   | Exempt                                  | bat Xu 10 s 449 68,906     | Exempt                          | battu par Glaetzer 0-2   | Éliminé                                     | 5e place : bat Constable, Xu et Baugé 10 s 525      | 5e     |
| Maximilian Levy                          | Vitesse individuelle hommes | 10 s 035 71,748 | 18e           | battu par Kenny                 | bat Phillip et Dawkins 10 s 536 69,524  | battu par Glaetzer         | battu par Constable et Hoogland | Éliminé                  | Éliminé                                     | 9e place : bat Hoogland, Webster et Puerta 10 s 275 | 9e     |
| Joachim Eilers René Enders Max Niederlag | Vitesse par équipes hommes  | 43 s 711 61,769 | 7e            | Non disputé                     | Non disputé                             | Non disputé                | Non disputé                     | Non disputé              | battus par Nouvelle-Zélande 43 s 455 62,133 | Éliminés                                            | 5e     |
| Kristina Vogel                           | Vitesse individuelle femmes | 10 s 865 66,267 | 6e            | bat van Riessen 11 s 279 63,835 | Exempte                                 | bat Hansen 11 s 197 64,302 | Exempte                         | bat Lee 2-0              | bat Marchant 2-0                            | bat James 2-0                                       | 1re    |
| Miriam Welte                             | Vitesse individuelle femmes | 11 s 038 65,229 | 14e           | battue par Zhong                | bat O'Brien et Sullivan 11 s 466 62,794 | battue par Marchant        | battue par Zhong et Meares      | Éliminée                 | Éliminée                                    | 9e place : battue par Meares, Cueff et Hansen       | 11e    |
| Kristina Vogel Miriam Welte              | Vitesse par équipes femmes  | 32 s 673 55,091 | 3e            | Non disputé                     | Non disputé                             | Non disputé                | Non disputé                     | Non disputé              | battent France 32 s 806 54,868              | battent Australie 32 s 636 54,153                   | 3es    |

| Athlète         | Compétition   | 1er tour | Repêchage | 2e tour  | Finale   |
| Athlète         | Compétition   | Rang     | Rang      | Rang     | Rang     |
| --------------- | ------------- | -------- | --------- | -------- | -------- |
| Joachim Eilers  | Keirin hommes | 2e       | Exempt    | 1er      | 4e       |
| Maximilian Levy | Keirin hommes | 3e       | 4e        | Éliminé  | Éliminé  |
| Kristina Vogel  | Keirin femmes | 1re      | Exempt    | 1re      | 6e       |
| Miriam Welte    | Keirin femmes | 7e       | 5e        | Éliminée | Éliminée |

| Athlète                                                       | Compétition                  | Qualification  | Qualification | Demi-finales          | Demi-finales | Finale                | Finale    |
| Athlète                                                       | Compétition                  | Temps          | Rang          | Adversaire Résultat   | Rang         | Adversaire Résultat   | Rang      |
| ------------------------------------------------------------- | ---------------------------- | -------------- | ------------- | --------------------- | ------------ | --------------------- | --------- |
| Henning Bommel Nils Schomber Kersten Thiele Domenic Weinstein | Poursuite par équipes hommes | 4 min 0 s 911  | 6e            | Suisse 3 min 56 s 903 | 6e           | Italie 3 min 59 s 485 | 5e        |
| Charlotte Becker Mieke Kröger Stephanie Pohl Gudrun Stock     | Poursuite par équipes femmes | 4 min 30 s 068 | 9e            | Éliminées             | Éliminées    | Éliminées             | Éliminées |

| Athlète     | Compétition   | Scratch | Poursuite      | Poursuite | Élimination | Contre-la-montre | Contre-la-montre | Tour lancé | Tour lancé | Course aux points | Course aux points | Total | Rang |
| Athlète     | Compétition   | Rang    | Temps          | Rang      | Rang        | Temps            | Rang             | Temps      | Rang       | Points            | Rang              | Total | Rang |
| ----------- | ------------- | ------- | -------------- | --------- | ----------- | ---------------- | ---------------- | ---------- | ---------- | ----------------- | ----------------- | ----- | ---- |
| Roger Kluge | Omnium hommes | 2e      | 4 min 18 s 907 | 4e        | 12e         | 1 min 3 s 797    | 9e               | 13 s 332   | 11e        | 33                | 3e                | 167   | 6e   |
| Anna Knauer | Omnium femmes | 16e     | 3 min 42 s 987 | 13e       | 8e          | 36 s 370         | 10e              | 14 s 447   | 10e        | 3                 | 11e               | 99    | 13e  |

### VTT
| Athlète       | Compétition              | Temps           | Rang |
| ------------- | ------------------------ | --------------- | ---- |
| Manuel Fumic  | Cross-country VTT hommes | 1 h 37 min 39 s | 17e  |
| Moritz Milatz | Cross-country VTT hommes | 1 h 43 min 14   | 38e  |
| Helen Grobert | Cross-country VTT femmes | 1 h 34 min 08 s | 12e  |
| Sabine Spitz  | Cross-country VTT femmes | 1 h 39 min 16 s | 19e  |

### BMX
| Athlète        | Compétition | Qualifications | Qualifications | Quarts de finale | Quarts de finale | Demi-finales | Demi-finales | Finale        | Finale        |
| Athlète        | Compétition | Résultat       | Rang           | Points           | Rang             | Points       | Rang         | Points        | Rang          |
| -------------- | ----------- | -------------- | -------------- | ---------------- | ---------------- | ------------ | ------------ | ------------- | ------------- |
| Luis Brethauer | BMX hommes  | 35 s 379       | 15e            | 7                | 2e               | 23           | 8e           | Non qualifié  | Non qualifié  |
| Nadja Pries    | BMX femmes  | 37 s 152       | 14e            | Non couru        | Non couru        | 19           | 7e           | Non qualifiée | Non qualifiée |

## Équitation

### Concours complet
| Athlète                                                    | Cheval           | Compétition | Dressage  | Dressage | Cross-country | Cross-country | Cross-country | Saut d'obstacles                | Saut d'obstacles                | Saut d'obstacles                | Saut d'obstacles | Total         | Total         |
| Athlète                                                    | Cheval           | Compétition | Dressage  | Dressage | Cross-country | Cross-country | Cross-country | Qualification Finale par équipe | Qualification Finale par équipe | Qualification Finale par équipe | Finale           | Total         | Total         |
| Athlète                                                    | Cheval           | Compétition | Pénalités | Rang     | Pénalités     | Total         | Rang          | Pénalités                       | Total                           | Rang                            | Pénalités        | Total         | Rang          |
| ---------------------------------------------------------- | ---------------- | ----------- | --------- | -------- | ------------- | ------------- | ------------- | ------------------------------- | ------------------------------- | ------------------------------- | ---------------- | ------------- | ------------- |
| Michael Jung                                               | Sam              | Individuel  | 40,90     | 5e       | 0,00          | 40,90         | 2e            | 0,00                            | 40,90                           | 1er                             | 0,00             | 40,90         | 1er           |
| Sandra Auffarth                                            | Opgun Louvo      | Individuel  | 41,60     | 8e       | 24,80         | 66,40         | 20e           | 0,00                            | 66,40                           | 17e                             | 0,00             | 66,40         | 11e           |
| Ingrid Klimke                                              | Hale Bob         | Individuel  | 39,50     | 4e       | 26,00         | 65,50         | 19e           | 0,00                            | 65,50                           | 15e                             | 4,00             | 69,50         | 14e           |
| Julia Krajewski                                            | Samourai du Thot | Individuel  | 44,80     | 18e      | Éliminée      | Éliminée      | Éliminée      | Non qualifiée                   | Non qualifiée                   | Non qualifiée                   | Non qualifiée    | Non qualifiée | Non qualifiée |
| Sandra Auffarth Michael Jung Ingrid Klimke Julia Krajewski | Voir ci-dessus   | Par équipes | 122,00    | 4e       | 50,80         | 172,80        | 4e            | 0,00                            | 172,80                          | 2e                              | Non disputé      | 172,80        | 2e            |

### Dressage
| Athlète                                                                     | Cheval         | Compétition | Grand Prix | Grand Prix | Grand prix spécial | Grand prix spécial | Grand prix libre | Grand prix libre | Total   | Total   |
| Athlète                                                                     | Cheval         | Compétition | Score      | Rang       | Score              | Rang               | Technique        | Artistique       | Score   | Rang    |
| --------------------------------------------------------------------------- | -------------- | ----------- | ---------- | ---------- | ------------------ | ------------------ | ---------------- | ---------------- | ------- | ------- |
| Kristina Bröring-Sprehe                                                     | Depserados     | Individuel  | 82,257     | 2e         | 81,401             | 4e                 | 83,714           | 90,571           | 87,142  | 3e      |
| Sönke Rothenberger                                                          | Cosmo          | Individuel  | 77,329     | 7e         | 76,261             | 10e                | Éliminé          | Éliminé          | Éliminé | Éliminé |
| Dorothee Schneider                                                          | Showtime       | Individuel  | 80,986     | 4e         | 82,619             | 3e                 | 79,607           | 86,285           | 82,946  | 6e      |
| Isabell Werth                                                               | Weihegold      | Individuel  | 81,029     | 3e         | 83,711             | 1re                | 85,285           | 92,857           | 89,071  | 2e      |
| Kristina Bröring-Sprehe Sönke Rothenberger Dorothee Schneider Isabell Werth | Voir ci-dessus | Par équipes | 81,295     | 1ers       | 81,936             | 1ers               | Non disputé      | Non disputé      | 81,936  | 1ers    |

### Saut d'obstacles
| Athlète                                                                     | Cheval         | Compétition | Qualification | Qualification | Qualification | Qualification | Qualification | Qualification | Qualification | Qualification | Finale      | Finale      | Finale      | Finale      | Finale      | Finale      |
| Athlète                                                                     | Cheval         | Compétition | 1er tour      | 1er tour      | 2e tour       | 2e tour       | 2e tour       | 3e tour       | 3e tour       | 3e tour       | Finale A    | Finale A    | Finale B    | Finale B    | Total       | Total       |
| Athlète                                                                     | Cheval         | Compétition | Pénalités     | Rang          | Pénalités     | Total         | Rang          | Pénalités     | Total         | Rang          | Pénalités   | Rang        | Pénalités   | Rang        | Pénalités   | Rang        |
| --------------------------------------------------------------------------- | -------------- | ----------- | ------------- | ------------- | ------------- | ------------- | ------------- | ------------- | ------------- | ------------- | ----------- | ----------- | ----------- | ----------- | ----------- | ----------- |
| Christian Ahlmann                                                           | Taloubet       | Individuel  | 0,00          | 1er           | 0,00          | 0,00          | 1er           | 4,00          | 4,00          | 7e            | 0,00        | 1er         | 4,00        | 14e         | 4,00        | 9e          |
| Ludger Beerbaum                                                             | Chiara         | Individuel  | 4,00          | 27e           | 4,00          | 8,00          | 30e           | 0,00          | 8,00          | 18e           | Éliminé     | Éliminé     | Éliminé     | Éliminé     | Éliminé     | Éliminé     |
| Daniel Deusser                                                              | First Class    | Individuel  | 0,00          | 1er           | 0,00          | 0,00          | 1er           | 4,00          | 4,00          | 7e            | 0,00        | 1er         | 4,00        | 14e         | 4,00        | 9e          |
| Meredith Michaels-Beerbaum                                                  | Fibonacci      | Individuel  | 0,00          | 1re           | 0,00          | 0,00          | 1re           | 5,00          | 5,00          | 13e           | Abandon     | Abandon     | Éliminée    | Éliminée    | Éliminée    | Éliminée    |
| Christian Ahlmann Ludger Beerbaum Daniel Deusser Meredith Michaels-Beerbaum | Voir ci-dessus | Par équipes | 0,00          | 1ers          | 0,00          | 0,00          | 1ers          | 8,00          | 8,00          | 3es           | Non disputé | Non disputé | Non disputé | Non disputé | Non disputé | Non disputé |

## Escrime
| Athlète       | Compétition        | 1/32e de finale  | 1/16e de finale    | 1/8e de finale        | Quarts de finale      | Demi-finales     | Match pour la médaille de bronze | Match pour la médaille de bronze | Finale           | Finale  |
| Athlète       | Compétition        | Adversaire Score | Adversaire Score   | Adversaire Score      | Adversaire Score      | Adversaire Score | Adversaire Score                 | Rang                             | Adversaire Score | Rang    |
| ------------- | ------------------ | ---------------- | ------------------ | --------------------- | --------------------- | ---------------- | -------------------------------- | -------------------------------- | ---------------- | ------- |
| Peter Joppich | Fleuret individuel | Exempt           | bat Lefort 15-13   | battu par Avola 13-15 | Éliminé               | Éliminé          | Éliminé                          | Éliminé                          | Éliminé          | Éliminé |
| Max Hartung   | Sabre individuel   | Exempt           | bat Apithy 15-9    | battu par Homer 12-15 | Éliminé               | Éliminé          | Éliminé                          | Éliminé                          | Éliminé          | Éliminé |
| Matyas Szabo  | Sabre individuel   | Exempt           | bat Pakdaman 15-11 | bat Paskov 15-6       | battu par Homer 12-15 | Éliminé          | Éliminé                          | Éliminé                          | Éliminé          | Éliminé |

| Athlète             | Compétition        | 1/32e de finale  | 1/16e de finale            | 1/8e de finale   | Quarts de finale | Demi-finales     | Match pour la médaille de bronze | Match pour la médaille de bronze | Finale           | Finale   |
| Athlète             | Compétition        | Adversaire Score | Adversaire Score           | Adversaire Score | Adversaire Score | Adversaire Score | Adversaire Score                 | Rang                             | Adversaire Score | Rang     |
| ------------------- | ------------------ | ---------------- | -------------------------- | ---------------- | ---------------- | ---------------- | -------------------------------- | -------------------------------- | ---------------- | -------- |
| Carolin Golubytskyi | Fleuret individuel | Exempte          | battue par Łyczbińska 9-14 | Éliminée         | Éliminée         | Éliminée         | Éliminée                         | Éliminée                         | Éliminée         | Éliminée |

## Football

### Tournoi masculin
L'équipe d'Allemagne olympique de football gagne sa place pour les Jeux lors du Championnat d'Europe de football espoirs 2015.

#### Tour préliminaire
| Rang | Équipe       | Pts | J | G | N | P | Bp | Bc | Diff |
| ---- | ------------ | --- | - | - | - | - | -- | -- | ---- |
| 1    | Corée du Sud | 7   | 3 | 2 | 1 | 0 | 12 | 3  | +9   |
| 2    | Allemagne    | 5   | 3 | 1 | 2 | 0 | 15 | 5  | +10  |
| 3    | Mexique      | 4   | 3 | 1 | 1 | 1 | 7  | 4  | +3   |
| 4    | Fidji        | 0   | 3 | 0 | 0 | 3 | 1  | 23 | -22  |

| 4 août 2016       | Mexique | 2 - 2   | Allemagne | | |
| 17h00 (UTC−03:00) | Oribe Peralta 52e · Rodolfo Pizarro 62e | (0 - 0) | 58e Serge Gnabry · 78e Matthias Ginter | Itaipava Arena Fonte Nova, Salvador Spectateurs : 16 500 Arbitrage : Alireza Faghani Arbitres assistants : Mohammadreza Mansouri Reza Sokhandan Quatrième arbitre : Ovidiu Hațegan | Itaipava Arena Fonte Nova, Salvador Spectateurs : 16 500 Arbitrage : Alireza Faghani Arbitres assistants : Mohammadreza Mansouri Reza Sokhandan Quatrième arbitre : Ovidiu Hațegan |
| 17h00 (UTC−03:00) | Rapport |         | | Itaipava Arena Fonte Nova, Salvador Spectateurs : 16 500 Arbitrage : Alireza Faghani Arbitres assistants : Mohammadreza Mansouri Reza Sokhandan Quatrième arbitre : Ovidiu Hațegan | Itaipava Arena Fonte Nova, Salvador Spectateurs : 16 500 Arbitrage : Alireza Faghani Arbitres assistants : Mohammadreza Mansouri Reza Sokhandan Quatrième arbitre : Ovidiu Hațegan |
| 17h00 (UTC−03:00) | Talavera () · Abella · Montes · Pérez · Torres · Pizarro ( 81e Cisneros) · Lozano ( 83e Guzmán) · Peralta ( 74e Torres) · Bueno · Salcedo · Gutiérrez | Équipes | Horn () · Toljan · Klostermann · Ginter · Süle · S. Bender · Myeyer ( 89e Christiansen) · L. Bender 26e · Selke ( 84e Petersen) · Goretzka ( 28e Gnabry) · Brandt | Itaipava Arena Fonte Nova, Salvador Spectateurs : 16 500 Arbitrage : Alireza Faghani Arbitres assistants : Mohammadreza Mansouri Reza Sokhandan Quatrième arbitre : Ovidiu Hațegan | Itaipava Arena Fonte Nova, Salvador Spectateurs : 16 500 Arbitrage : Alireza Faghani Arbitres assistants : Mohammadreza Mansouri Reza Sokhandan Quatrième arbitre : Ovidiu Hațegan |

| 7 août 2016       | Allemagne                                | 3 - 3   | Corée du Sud                                              |                                     |                                     |
| 16h00 (UTC−03:00) | Serge Gnabry 33e 90+2e · Davie Selke 55e | (1 - 1) | 25e Hwang Hee-chan · 57e Son Heung-min · 86e Suk Hyun-jun | Itaipava Arena Fonte Nova, Salvador | Itaipava Arena Fonte Nova, Salvador |
| 16h00 (UTC−03:00) | Rapport                                  |         |                                                           | Itaipava Arena Fonte Nova, Salvador | Itaipava Arena Fonte Nova, Salvador |

| 10 août 2016      | Allemagne                                                                              | 10 - 0  | Fidji |                          |                          |
| 16h00 (UTC−03:00) | Serge Gnabry 8e 45e · Nils Petersen 14e 33e 40e 60e (pen.) 70e · Max Meyer 30e 49e 52e | (6 - 0) |       | Mineirão, Belo Horizonte | Mineirão, Belo Horizonte |
| 16h00 (UTC−03:00) | Rapport                                                                                |         |       | Mineirão, Belo Horizonte | Mineirão, Belo Horizonte |

#### Phase à élimination directe
Tableau final
|  | Quarts de finale        | Quarts de finale   |                         |                         | Demi-finales            | Demi-finales            |   |  | Finale                  | Finale                  |
|  | Quarts de finale        | Quarts de finale   |                         |                         | Demi-finales            | Demi-finales            |   |  | Finale                  | Finale                  |
|  |                         |                    |                         |                         |                         |                         |   |  |                         |                         |
|  | 13 août, São Paulo      | 13 août, São Paulo |                         |                         | 17 août, Rio de Janeiro | 17 août, Rio de Janeiro |   |  | 19 août, Rio de Janeiro | 19 août, Rio de Janeiro |
|  | 13 août, São Paulo      | 13 août, São Paulo |                         |                         | 17 août, Rio de Janeiro | 17 août, Rio de Janeiro |   |  | 19 août, Rio de Janeiro | 19 août, Rio de Janeiro |
|  | Brésil                  | 2                  |                         |                         | 17 août, Rio de Janeiro | 17 août, Rio de Janeiro |   |  | 19 août, Rio de Janeiro | 19 août, Rio de Janeiro |
|  | Brésil                  | 2                  |                         |                         | 17 août, Rio de Janeiro | 17 août, Rio de Janeiro |   |  | 19 août, Rio de Janeiro | 19 août, Rio de Janeiro |
|  | Colombie                | 0                  |                         |                         | 17 août, Rio de Janeiro | 17 août, Rio de Janeiro |   |  | 19 août, Rio de Janeiro | 19 août, Rio de Janeiro |
|  | Colombie                | 0                  | Brésil                  | 6                       |                         |                         |   |  | 19 août, Rio de Janeiro | 19 août, Rio de Janeiro |
|  | 13 août, Salvador       |                    | Brésil                  | 6                       |                         |                         |   |  | 19 août, Rio de Janeiro | 19 août, Rio de Janeiro |
|  |                         | Honduras           | 0                       |                         |                         |                         |   |  | 19 août, Rio de Janeiro | 19 août, Rio de Janeiro |
|  | Corée du Sud            | Honduras           | 0                       | 0                       |                         |                         |   |  | 19 août, Rio de Janeiro | 19 août, Rio de Janeiro |
|  | Corée du Sud            |                    |                         | 0                       |                         |                         |   |  | 19 août, Rio de Janeiro | 19 août, Rio de Janeiro |
|  | Honduras                | 1                  |                         |                         |                         |                         |   |  | 19 août, Rio de Janeiro | 19 août, Rio de Janeiro |
|  | Honduras                | 1                  | Brésil                  | 1ap (5)                 |                         |                         |   |  |                         |                         |
|  | 13 août, Belo Horizonte |                    | Brésil                  | 1ap (5)                 |                         |                         |   |  |                         |                         |
|  |                         | Allemagne          | 1 tab(4)                |                         |                         |                         |   |  |                         |                         |
|  | Nigeria                 | Allemagne          | 1 tab(4)                | 2                       |                         |                         |   |  |                         |                         |
|  | Nigeria                 | 17 août, São Paulo |                         | 2                       |                         |                         |   |  |                         |                         |
|  | Danemark                | 0                  |                         |                         |                         |                         |   |  |                         |                         |
|  | Danemark                | 0                  | Nigeria                 | 0                       |                         |                         |   |  |                         |                         |
|  | 13 août, Brasilia       | 13 août, Brasilia  | Nigeria                 | 0                       | Match pour la 3e place  | Match pour la 3e place  |   |  |                         |                         |
|  | 13 août, Brasilia       | 13 août, Brasilia  |                         | Allemagne               | Match pour la 3e place  | Match pour la 3e place  | 2 |  |                         |                         |
|  | Portugal                | 0                  | 19 août, Belo Horizonte | 19 août, Belo Horizonte |                         |                         | 2 |  |                         |                         |
|  | Portugal                | 0                  | 19 août, Belo Horizonte | 19 août, Belo Horizonte |                         |                         |   |  |                         |                         |
|  | Allemagne               | 4                  |                         | Honduras                | 2                       |                         |   |  |                         |                         |
|  | Allemagne               | 4                  |                         | Honduras                | 2                       |                         |   |  |                         |                         |
|  |                         |                    |                         |                         |                         |                         |   |  | Nigeria                 | 3                       |
|  |                         |                    |                         |                         |                         |                         |   |  | Nigeria                 | 3                       |

Quart de finale
| Match 25                       | Portugal | 0 - 4   | Allemagne                                                                  | Estádio Nacional, Brasilia |  |
| 13 août 2016 13h00 (UTC−03:00) |          | (0 - 1) | 46e Serge Gnabry · 57e Matthias Ginter · 75e Davie Selke · 87e Philipp Max |                            |  |

Demi-finale
| Match 23                       | Allemagne                                | 2 - 0   | Nigeria | Stade Maracanã, Rio de Janeiro |  |
| 17 août 2016 16h00 (UTC−03:00) | Lukas Klostermann 9e · Nils Petersen 89e | (1 - 0) |         |                                |  |

Finale
| Match 26                       | Brésil            | 1 - 1                 | Allemagne     | Stade Maracanã, Rio de Janeiro |  |
| 20 août 2016 17h30 (UTC−03:00) | Neymar 27e        | (1 - 0, 1 - 1, 1 - 1) | 59e Max Meyer |                                |  |
| 20 août 2016 17h30 (UTC−03:00) | Tirs au but 5 - 4 |                       |               |                                |  |

### Tournoi féminin
L'équipe d'Allemagne féminine de football gagne sa place pour les Jeux lors de la Coupe du monde féminine de football 2015.

#### Tour préliminaire
| Rang | Équipe    | Pts | J | G | N | P | Bp | Bc | Diff |
| ---- | --------- | --- | - | - | - | - | -- | -- | ---- |
| 1    | Canada    | 9   | 3 | 3 | 0 | 0 | 7  | 2  | +5   |
| 2    | Allemagne | 4   | 3 | 1 | 1 | 1 | 9  | 5  | +4   |
| 3    | Australie | 4   | 3 | 1 | 1 | 1 | 8  | 5  | +3   |
| 4    | Zimbabwe  | 0   | 3 | 0 | 0 | 3 | 3  | 15 | -12  |

     Équipes qualifiées ; Pts = points ; J = joués ; G = gagnés ; N = nuls ; P = perdus ;

Bp = buts pour ; Bc = buts contre ; Diff = différence de buts.
| Match 4                       | Zimbabwe | 1 - 6   | Allemagne | | |
| 3 août 2016 18h00 (UTC−03:00) | Kudakwashe Basopo 50e | (0 - 2) | 22e Sara Däbritz · 36e Alexandra Popp · 53e 78e Melanie Behringer · 83e Melanie Leupolz · 90e (csc) Eunice Chibanda                                        | Arena Corinthians, São Paulo Spectateurs : 20 521 Arbitrage : Rita Gani Arbitres assistants : Allyson Flynn Naomi Teshirogi Quatrième arbitre : Lucia Venegas | Arena Corinthians, São Paulo Spectateurs : 20 521 Arbitrage : Rita Gani Arbitres assistants : Allyson Flynn Naomi Teshirogi Quatrième arbitre : Lucia Venegas |
| 3 août 2016 18h00 (UTC−03:00) | Rapport |         | | Arena Corinthians, São Paulo Spectateurs : 20 521 Arbitrage : Rita Gani Arbitres assistants : Allyson Flynn Naomi Teshirogi Quatrième arbitre : Lucia Venegas | Arena Corinthians, São Paulo Spectateurs : 20 521 Arbitrage : Rita Gani Arbitres assistants : Allyson Flynn Naomi Teshirogi Quatrième arbitre : Lucia Venegas |
| 3 août 2016 18h00 (UTC−03:00) | Magwede () · Mutokuto · Makoto 41e · Majika 77e · Msipa ( 81e Kaitano) · Mandaza · Neshamba ( 46e Muzongondi) · Nyaumwe · Chibanda · Makore 90+1e · Basopo ( 81e Jeke) | Équipes | Schult () · Bartusiak · Maier · Krahn · Laudehr ( 19e Leupolz) · Behringer · Popp · Marozsán · Mittag ( 65e Goeßling) · Däbritz · Kerschowski ( 72e Kemme) | Arena Corinthians, São Paulo Spectateurs : 20 521 Arbitrage : Rita Gani Arbitres assistants : Allyson Flynn Naomi Teshirogi Quatrième arbitre : Lucia Venegas | Arena Corinthians, São Paulo Spectateurs : 20 521 Arbitrage : Rita Gani Arbitres assistants : Allyson Flynn Naomi Teshirogi Quatrième arbitre : Lucia Venegas |

| Match 9                       | Allemagne | 2 - 2   | Australie | | |
| 6 août 2016 18h00 (UTC−03:00) | Sara Däbritz 45+2e · Saskia Bartusiak 88e | (1 - 2) | 6e Samantha Kerr · 45e Caitlin Foord | Arena Corinthians, São Paulo Spectateurs : 37 475 Arbitrage : Anna-Marie Keighley Arbitres assistants : Sarah Jones Lata Kaumatule Quatrième arbitre : Stéphanie Frappart | Arena Corinthians, São Paulo Spectateurs : 37 475 Arbitrage : Anna-Marie Keighley Arbitres assistants : Sarah Jones Lata Kaumatule Quatrième arbitre : Stéphanie Frappart |
| 6 août 2016 18h00 (UTC−03:00) | Rapport |         | | Arena Corinthians, São Paulo Spectateurs : 37 475 Arbitrage : Anna-Marie Keighley Arbitres assistants : Sarah Jones Lata Kaumatule Quatrième arbitre : Stéphanie Frappart | Arena Corinthians, São Paulo Spectateurs : 37 475 Arbitrage : Anna-Marie Keighley Arbitres assistants : Sarah Jones Lata Kaumatule Quatrième arbitre : Stéphanie Frappart |
| 6 août 2016 18h00 (UTC−03:00) | Schult () · Bartusiak · Maier · Krahn ( 46e Henning 56e) · Behringer · Popp 30e · Marozsán ( 70e Goeßling) · Mittag ( 61e Kerschowski) · Kemme · Däbritz · Leupolz | Équipes | Williams () · Gorry · Polkinghorne · Alleway · Catley · Kellond-Knight · Foord · De Vanna ( 67e Heyman) · Kennedy · Kerr ( 83e Logarzo) · Simon | Arena Corinthians, São Paulo Spectateurs : 37 475 Arbitrage : Anna-Marie Keighley Arbitres assistants : Sarah Jones Lata Kaumatule Quatrième arbitre : Stéphanie Frappart | Arena Corinthians, São Paulo Spectateurs : 37 475 Arbitrage : Anna-Marie Keighley Arbitres assistants : Sarah Jones Lata Kaumatule Quatrième arbitre : Stéphanie Frappart |

| Match 14                      | Allemagne                    | 1 - 2   | Canada                   |                            |                            |
| 9 août 2016 16h00 (UTC−03:00) | Melanie Behringer 13e (pen.) | (1 - 1) | 26e 60e Melissa Tancredi | Estádio Nacional, Brasilia | Estádio Nacional, Brasilia |

#### Phase à élimination directe
Tableau final
|  | Quarts de finale        | Quarts de finale        |                    |                    | Demi-finales            | Demi-finales            |   |  | Finale                  | Finale                  |
|  | Quarts de finale        | Quarts de finale        |                    |                    | Demi-finales            | Demi-finales            |   |  | Finale                  | Finale                  |
|  |                         |                         |                    |                    |                         |                         |   |  |                         |                         |
|  | 12 août, Belo Horizonte | 12 août, Belo Horizonte |                    |                    | 16 août, Rio de Janeiro | 16 août, Rio de Janeiro |   |  | 19 août, Rio de Janeiro | 19 août, Rio de Janeiro |
|  | 12 août, Belo Horizonte | 12 août, Belo Horizonte |                    |                    | 16 août, Rio de Janeiro | 16 août, Rio de Janeiro |   |  | 19 août, Rio de Janeiro | 19 août, Rio de Janeiro |
|  | Brésil                  | 0ap (7)                 |                    |                    | 16 août, Rio de Janeiro | 16 août, Rio de Janeiro |   |  | 19 août, Rio de Janeiro | 19 août, Rio de Janeiro |
|  | Brésil                  | 0ap (7)                 |                    |                    | 16 août, Rio de Janeiro | 16 août, Rio de Janeiro |   |  | 19 août, Rio de Janeiro | 19 août, Rio de Janeiro |
|  | Australie               | 0 tab(6)                |                    |                    | 16 août, Rio de Janeiro | 16 août, Rio de Janeiro |   |  | 19 août, Rio de Janeiro | 19 août, Rio de Janeiro |
|  | Australie               | 0 tab(6)                | Brésil             | 0ap (3)            |                         |                         |   |  | 19 août, Rio de Janeiro | 19 août, Rio de Janeiro |
|  | 12 août, Brasilia       |                         | Brésil             | 0ap (3)            |                         |                         |   |  | 19 août, Rio de Janeiro | 19 août, Rio de Janeiro |
|  |                         | Suède                   | 0 tab(4)           |                    |                         |                         |   |  | 19 août, Rio de Janeiro | 19 août, Rio de Janeiro |
|  | États-Unis              | Suède                   | 0 tab(4)           | 1ap (3)            |                         |                         |   |  | 19 août, Rio de Janeiro | 19 août, Rio de Janeiro |
|  | États-Unis              |                         |                    | 1ap (3)            |                         |                         |   |  | 19 août, Rio de Janeiro | 19 août, Rio de Janeiro |
|  | Suède                   | 1 tab(4)                |                    |                    |                         |                         |   |  | 19 août, Rio de Janeiro | 19 août, Rio de Janeiro |
|  | Suède                   | 1 tab(4)                | Suède              | 1                  |                         |                         |   |  |                         |                         |
|  | 12 août, São Paulo      |                         | Suède              | 1                  |                         |                         |   |  |                         |                         |
|  |                         | Allemagne               | 2                  |                    |                         |                         |   |  |                         |                         |
|  | Canada                  | Allemagne               | 2                  | 1                  |                         |                         |   |  |                         |                         |
|  | Canada                  | 16 août, Belo Horizonte |                    | 1                  |                         |                         |   |  |                         |                         |
|  | France                  | 0                       |                    |                    |                         |                         |   |  |                         |                         |
|  | France                  | 0                       | Canada             | 0                  |                         |                         |   |  |                         |                         |
|  | 12 août, Salvador       | 12 août, Salvador       | Canada             | 0                  | Match pour la 3e place  | Match pour la 3e place  |   |  |                         |                         |
|  | 12 août, Salvador       | 12 août, Salvador       |                    | Allemagne          | Match pour la 3e place  | Match pour la 3e place  | 2 |  |                         |                         |
|  | Chine                   | 0                       | 19 août, São Paulo | 19 août, São Paulo |                         |                         | 2 |  |                         |                         |
|  | Chine                   | 0                       | 19 août, São Paulo | 19 août, São Paulo |                         |                         |   |  |                         |                         |
|  | Allemagne               | 1                       |                    | Brésil             | 1                       |                         |   |  |                         |                         |
|  | Allemagne               | 1                       |                    | Brésil             | 1                       |                         |   |  |                         |                         |
|  |                         |                         |                    |                    |                         |                         |   |  | Canada                  | 2                       |
|  |                         |                         |                    |                    |                         |                         |   |  | Canada                  | 2                       |

Quart de finale
| Match 20                       | Chine   | 0 - 1   | Allemagne             | Itaipava Arena Fonte Nova, Salvador |  |
| 12 août 2016 16h00 (UTC−03:00) |         | (0 - 0) | 76e Melanie Behringer |                                     |  |
| 12 août 2016 16h00 (UTC−03:00) | Rapport |         |                       |                                     |  |

Demi-finale
| Match 24                       | Canada | 0 - 2   | Allemagne                                       | Stade Maracanã, Rio de Janeiro |  |
| 16 août 2016 16h00 (UTC−03:00) |        | (0 - 1) | 21e (pen.) Melanie Behringer · 59e Sara Däbritz |                                |  |

Finale
| Match 26                       | Suède                  | 1 - 2 | Allemagne                                         | Stade Maracanã, Rio de Janeiro |  |
| 19 août 2016 17h30 (UTC−03:00) | Stina Blackstenius 67e |       | 48e Dzsenifer Marozsan · 62e (csc) Linda Sembrant |                                |  |

## Golf
| Athlète       | Jour 1 | Jour 2 | Jour 3 | Jour 4 | Total | Total | Total |
| Athlète       | Score  | Score  | Score  | Score  | Score | Par   | Rang  |
| ------------- | ------ | ------ | ------ | ------ | ----- | ----- | ----- |
| Alex Čejka    | 67     | 71     | 74     | 69     | 281   | -3    | 21e   |
| Martin Kaymer | 69     | 72     | 72     | 66     | 279   | -5    | 15e   |

| Athlète         | Jour 1 | Jour 2 | Jour 3 | Jour 4 | Total | Total | Total |
| Athlète         | Score  | Score  | Score  | Score  | Score | Par   | Rang  |
| --------------- | ------ | ------ | ------ | ------ | ----- | ----- | ----- |
| Sandra Gal      | 71     | 74     | 69     | 69     | 283   | -1    | 25e   |
| Caroline Masson | 69     | 69     | 75     | 69     | 282   | -2    | 21e   |

## Gymnastique

### Artistique
Hommes
| Athlète               | Compétition | Qualifications | Qualifications | Qualifications | Qualifications | Qualifications    | Qualifications | Qualifications | Qualifications | Finale   | Finale         | Finale   | Finale   | Finale            | Finale     | Finale  | Finale |
| Athlète               | Compétition | Appareil       | Appareil       | Appareil       | Appareil       | Appareil          | Appareil       | Total          | Rang           | Appareil | Appareil       | Appareil | Appareil | Appareil          | Appareil   | Total   | Rang   |
| Athlète               | Compétition | Sol            | Cheval d'arçon | Anneaux        | Saut           | Barres parallèles | Barre fixe     | Total          | Rang           | Sol      | Cheval d'arçon | Anneaux  | Saut     | Barres parallèles | Barre fixe | Total   | Rang   |
| --------------------- | ----------- | -------------- | -------------- | -------------- | -------------- | ----------------- | -------------- | -------------- | -------------- | -------- | -------------- | -------- | -------- | ----------------- | ---------- | ------- | ------ |
| Andreas Bretschneider | Par équipes | 14,800         | 13,641         | 14,158         | 14,633         | 14,833            | 13,633         | 85,698         | 24e            | 14,533   | 13,516         | 14,466   | NC       | 14,466            | 14,466     | NC      | NC     |
| Lukas Dauser          | Par équipes | NC             | 13,733         | 13,916         | 13,833         | 15,266            | NC             | NC             | NC             | NC       | 14,066         | 13,800   | 14,783   | 15,500            | NC         | NC      | NC     |
| Fabian Hambüchen      | Par équipes | 14,041         | NC             | NC             | 15,166         | NC                | 15,533         | NC             | NC             | 14,666   | NC             | NC       | 15,091   | NC                | 15,666     | NC      | NC     |
| Marcel Nguyen         | Par équipes | 14,500         | 13,433         | 14,733         | 14,600         | 15,466            | 13,366         | 86,098         | 22e            | 14,333   | 13,366         | 14,866   | 14,666   | 15,466            | 14,400     | NC      | NC     |
| Andreas Toba          | Par équipes | 1,633          | 14,233         | NC             | NC             | NC                | 14,633         | NC             | NC             | NC       | NC             | NC       | NC       | NC                | NC         | NC      | NC     |
| Total                 | Par équipes | 43,341         | 41,607         | 42,807         | 44,399         | 45,565            | 43,799         | 261,518        | 8e             | 43,352   | 40,948         | 43,132   | 44,540   | 45,391            | 43,732     | 261,095 | 7e     |

Finales individuelles
| Athlète               | Compétition                 | Appareil | Appareil       | Appareil | Appareil | Appareil          | Appareil   | Total  | Rang |
| Athlète               | Compétition                 | Sol      | Cheval d'arçon | Anneaux  | Saut     | Barres parallèles | Barre fixe | Total  | Rang |
| --------------------- | --------------------------- | -------- | -------------- | -------- | -------- | ----------------- | ---------- | ------ | ---- |
| Andreas Bretschneider | Concours général individuel | 14,733   | 13,500         | 13,833   | 14,533   | 14,533            | 13,833     | 84,965 | 20e  |
| Marcel Nguyen         | Concours général individuel | 14,733   | 12,666         | 14,600   | 14,666   | 14,900            | 14,466     | 86,031 | 19e  |
| Fabian Hambüchen      | Barre fixe                  | n/a      | n/a            | n/a      | n/a      | n/a               | 15,766     | 15,766 | 1er  |

Femmes
| Athlète         | Compétition | Qualifications | Qualifications | Qualifications      | Qualifications | Qualifications | Qualifications | Finale   | Finale   | Finale              | Finale   | Finale  | Finale |
| Athlète         | Compétition | Appareil       | Appareil       | Appareil            | Appareil       | Total          | Rang           | Appareil | Appareil | Appareil            | Appareil | Total   | Rang   |
| Athlète         | Compétition | Sol            | Saut           | Barres asymétriques | Poutre         | Total          | Rang           | Sol      | Saut     | Barres asymétriques | Poutre   | Total   | Rang   |
| --------------- | ----------- | -------------- | -------------- | ------------------- | -------------- | -------------- | -------------- | -------- | -------- | ------------------- | -------- | ------- | ------ |
| Tabea Alt       | Par équipes | 14,833         | 14,666         | 14,233              | NC             | NC             | NC             | 14,800   | NC       | 14,600              | NC       | NC      | NC     |
| Kim Bùi         | Par équipes | NC             | 14,800         | NC                  | 13,766         | NC             | NC             | NC       | 14,900   | NC                  | 13,466   | NC      | NC     |
| Pauline Schäfer | Par équipes | 14,400         | NC             | 14,400              | 14,300         | NC             | NC             | 14,266   | NC       | 14,500              | 14,375   | NC      | NC     |
| Sophie Scheder  | Par équipes | 13,966         | 15,433         | 12,933              | 13,266         | 55,598         | 23e            | 13,933   | 15,466   | NC                  | NC       | NC      | NC     |
| Elisabeth Seitz | Par équipes | 14,100         | 15,466         | 13,866              | 13,666         | 57,098         | 10e            | NC       | 15,533   | 14,000              | 13,833   | NC      | NC     |
| Total           | Par équipes | 43,333         | 45,699         | 42,499              | 41,732         | 173,263        | 6e             | 42,999   | 45,899   | 43,100              | 41,674   | 173,672 | 6e     |

Finales individuelles
| Athlète         | Compétition                 | Appareil | Appareil | Appareil            | Appareil | Total  | Rang |
| Athlète         | Compétition                 | Sol      | Saut     | Barres asymétriques | Poutre   | Total  | Rang |
| --------------- | --------------------------- | -------- | -------- | ------------------- | -------- | ------ | ---- |
| Sophie Scheder  | Concours général individuel | 14,033   | 13,950   | 12,666              | 13,258   | 53,907 | 23e  |
| Sophie Scheder  | Barres asymétriques         | n/a      | 15,566   | n/a                 | n/a      | 15,566 | 3e   |
| Elisabeth Seitz | Concours général individuel | 14,100   | 15,233   | 13,200              | 13,833   | 56,366 | 17e  |
| Elisabeth Seitz | Barres asymétriques         | NC       | 15,533   | NC                  | NC       | 15,533 | 4e   |

### Rythmique
| Athlète                  | Compétition | Qualification | Qualification | Qualification | Qualification | Qualification | Qualification | Finale        | Finale        | Finale        | Finale        | Finale        | Finale        |
| Athlète                  | Compétition | Cerceau       | Ballon        | Massue        | Ruban         | Total         | Rang          | Cerceau       | Ballon        | Massue        | Ruban         | Total         | Rang          |
| ------------------------ | ----------- | ------------- | ------------- | ------------- | ------------- | ------------- | ------------- | ------------- | ------------- | ------------- | ------------- | ------------- | ------------- |
| Jana Berezko-Marggrander | Individuel  | 17,100        | 16,983        | 17,100        | 17,066        | 68,249        | 18e           | Non qualifiée | Non qualifiée | Non qualifiée | Non qualifiée | Non qualifiée | Non qualifiée |

| Athlète                                                                                       | Compétition | Qualification | Qualification        | Qualification | Qualification | Finale         | Finale               | Finale         | Finale         |
| Athlète                                                                                       | Compétition | 5 rubans      | 3 massues 2 cerceaux | Total         | Rang          | 5 rubans       | 3 massues 2 cerceaux | Total          | Rang           |
| --------------------------------------------------------------------------------------------- | ----------- | ------------- | -------------------- | ------------- | ------------- | -------------- | -------------------- | -------------- | -------------- |
| Natalie Hermann Anastasija Khmelnytska Daniela Potapova Julia Stavickaja Sina Tkaltschewitsch | Par équipe  | 15,650        | 15,750               | 32,400        | 10e           | Non qualifiées | Non qualifiées       | Non qualifiées | Non qualifiées |

### Trampoline
| Athlète     | Compétition | Qualifications | Qualifications | Finale   | Finale   |
| Athlète     | Compétition | Score          | Rang           | Score    | Rang     |
| ----------- | ----------- | -------------- | -------------- | -------- | -------- |
| Leonie Adam | Femmes      | 97,885         | 10e            | Éliminée | Éliminée |

## Haltérophilie
| Athlète          | Compétition | Arraché  | Arraché | Épaulé-jeté | Épaulé-jeté | Total | Rang |
| Athlète          | Compétition | Résultat | Rang    | Résultat    | Rang        | Total | Rang |
| ---------------- | ----------- | -------- | ------- | ----------- | ----------- | ----- | ---- |
| Nico Müller      | -77 kg      | 151      | 11e     | 181         | 10e         | 332   | 10e  |
| Jürgen Spieß     | -105 kg     | 170      | 14e     | 220         | 5e          | 390   | 10e  |
| Alexej Prochorow | +105 kg     | 180      | 17e     | 215         | 16e         | 395   | 16e  |
| Almir Velagic    | +105 kg     | 188      | 11e     | 232         | 10e         | 410   | 9e   |

| Athlète         | Compétition | Arraché  | Arraché | Épaulé-jeté | Épaulé-jeté | Total | Rang |
| Athlète         | Compétition | Résultat | Rang    | Résultat    | Rang        | Total | Rang |
| --------------- | ----------- | -------- | ------- | ----------- | ----------- | ----- | ---- |
| Sabine Kusterer | -58 kg      | 90       | 9e      | 110         | 11e         | 200   | 10e  |

## Handball

### Tournoi masculin
L'équipe d'Allemagne de handball masculin gagne sa place pour les Jeux en remportant le Championnat d'Europe de handball masculin 2016.

#### Effectif de la sélection
| Sélectionneur            | Sélectionneur       | Dagur Sigurðsson         | Dagur Sigurðsson | Dagur Sigurðsson         |
| N°                       | Nom                 | Date de naissance et âge | Sél. (buts)      | Club                     |
| Gardiens de but          |                     |                          |                  |                          |
| 12                       | Silvio Heinevetter  | 21 octobre 1984          | 140 (1)          | Füchse Berlin            |
| 33                       | Andreas Wolff       | 3 mars 1991              | 32 (1)           | VfL Gummersbach          |
| Ailiers                  |                     |                          |                  |                          |
| 3                        | Uwe Gensheimer      | 26 octobre 1986          | 121 (528)        | Paris Saint-Germain      |
| 9                        | Tobias Reichmann    | 27 mai 1988              | 48 (137)         | KS Vive Targi Kielce     |
| 14                       | Patrick Groetzki    | 4 juillet 1989           | 98 (273)         | Rhein-Neckar Löwen       |
| Arrières et Demi-centres |                     |                          |                  |                          |
| 19                       | Martin Strobel      | 5 juin 1986              | 127 (149)        | HBW Balingen-Weilstetten |
| 42                       | Paul Drux           | 7 février 1995           | 32 (64)          | Füchse Berlin            |
| 6                        | Finn Lemke          | 30 avril 1992            | 33 (19)          | SC Magdebourg            |
| 35                       | Julius Kühn         | 1er avril 1993           | 13 (49)          | VfL Gummersbach          |
| 47                       | Christian Dissinger | 15 novembre 1991         | 15 (38)          | THW Kiel                 |
| 23                       | Steffen Fäth        | 4 avril 1990             | 38 (81)          | Füchse Berlin            |
| 10                       | Fabian Wiede        | 8 février 1994           | 41 (76)          | Füchse Berlin            |
| 25                       | Kai Häfner          | 10 juillet 1989          | 31 (62)          | TSV Hannover-Burgdorf    |
| Pivot                    |                     |                          |                  |                          |
| 7                        | Patrick Wiencek     | 22 mars 1989             | 84 (190)         | THW Kiel                 |
| 13                       | Hendrik Pekeler     | 2 juillet 1991           | 54 (76)          | Rhein-Neckar Löwen       |

#### Tour préliminaire
|   | Équipe    | Pts | J | G | N | P | Bp  | Bc  | Diff | Dép |
| - | --------- | --- | - | - | - | - | --- | --- | ---- | --- |
| 1 | Allemagne | 8   | 5 | 4 | 0 | 1 | 153 | 141 | 12   | +3  |
| 2 | Slovénie  | 8   | 5 | 4 | 0 | 1 | 137 | 126 | 11   | -3  |
| 3 | Brésil    | 5   | 5 | 2 | 1 | 2 | 141 | 150 | -9   | -   |
| 4 | Pologne   | 4   | 5 | 2 | 0 | 3 | 139 | 140 | -1   | -   |
| 5 | Égypte    | 3   | 5 | 1 | 1 | 3 | 129 | 143 | -14  | -   |
| 6 | Suède     | 2   | 5 | 1 | 0 | 4 | 132 | 131 | 1    | -   |

|  | Qualifié pour les quarts de finale                                                                                     |
|  | Éliminé |
|  | Pts points ; J joués ; G victoires ; N nuls ; P défaites BP buts marqués ; BC buts encaissés ; Diff différence de buts |

| 7 août 2016 | Suède     | 29 - 32 | Allemagne |  |
| 7 août 2016 | (15 - 18) |         |           |  |
| 7 août 2016 | Rapport   |         |           |  |

| 9 août 2016 | Allemagne | 32 - 29 | Pologne |  |
| 9 août 2016 | (16 - 14) |         |         |  |
| 9 août 2016 | Rapport   |         |         |  |

| 11 août 2016 | Brésil    | 33 - 30 | Allemagne |  |
| 11 août 2016 | (17 - 16) |         |           |  |
| 11 août 2016 | Rapport   |         |           |  |

| 13 août 2016 | Slovénie  | 25 - 28 | Allemagne |  |
| 13 août 2016 | (12 - 11) |         |           |  |
| 13 août 2016 | Rapport   |         |           |  |

| 15 août 2016 | Allemagne | 31 - 25 | Égypte |  |
| 15 août 2016 | (15 - 12) |         |        |  |
| 15 août 2016 | Rapport   |         |        |  |

#### Phase à élimination directe
Quart de finale
| 17 août 2016 | Allemagne | 34 - 22 | Qatar |  |
| 17 août 2016 | (16 - 12) |         |       |  |
| 17 août 2016 | Rapport   |         |       |  |

Demi-finale
| 19 août 2016 | France    | 29 - 28 | Allemagne |  |
| 19 août 2016 | (16 - 13) |         |           |  |
| 19 août 2016 | Rapport   |         |           |  |

Match pour la médaille de bronze
| 21 août 2016 | Pologne   | 25 - 31 | Allemagne |  |
| 21 août 2016 | (13 - 17) |         |           |  |
| 21 août 2016 | Rapport   |         |           |  |

## Hockey sur gazon

### Tournoi masculin
L'équipe d'Allemagne de hockey sur gazon gagne sa place pour les Jeux via la Ligue mondiale de hockey sur gazon masculin 2014-2015.

#### Premier tour
| Rang | Équipe    | Pts | J | G | N | P | Bp | Bc | Diff |
| ---- | --------- | --- | - | - | - | - | -- | -- | ---- |
| 1    | Allemagne | 13  | 5 | 4 | 1 | 0 | 17 | 10 | +7   |
| 2    | Pays-Bas  | 10  | 5 | 3 | 1 | 1 | 18 | 11 | +7   |
| 3    | Argentine | 8   | 5 | 2 | 2 | 1 | 14 | 12 | +2   |
| 4    | Inde      | 7   | 5 | 2 | 1 | 2 | 9  | 9  | 0    |
| 5    | Irlande   | 3   | 5 | 1 | 0 | 4 | 10 | 16 | -6   |
| 6    | Canada    | 1   | 5 | 0 | 1 | 4 | 7  | 22 | -15  |

| 6 août 2016       | Canada                                | 2 - 6   | Allemagne                                                                         | Centre olympique de hockey                |                                           |
| 18h00 (UTC−03:00) | Mark Pearson 11e · Keegan Pereira 39e | (1 - 4) | 4, 33e Moritz Furste · 6, 46e Niklas Wellen · 14e Mathias Müller · 26e Linus Butt | Arbitrage : Marcelo Servetto Simon Taylor | Arbitrage : Marcelo Servetto Simon Taylor |

| 8 août 2016       | Allemagne                                | 2 - 1   | Inde                   | Centre olympique de hockey            |                                       |
| 11h00 (UTC−03:00) | Niklas Wellen 18e · Christopher Ruhr 60e | (1 - 1) | 23e Rupinder Pal Singh | Arbitrage : Tim Pullman Martin Madden | Arbitrage : Tim Pullman Martin Madden |

| 9 août 2016       | Allemagne                                  | 3 - 2   | Irlande                                | Centre olympique de hockey                 |                                            |
| 11h20 (UTC−03:00) | Moritz Furste 13, 38e · Martin Zwicker 42e | (1 - 1) | 26e Eugene Magee · 59e Michael Darling | Arbitrage : Marcelo Servetto Hong Zhen Lim | Arbitrage : Marcelo Servetto Hong Zhen Lim |

| 11 août 2016      | Argentine                                                               | 4 - 4   | Allemagne                                                                             | Centre olympique de hockey           |                                      |
| 12h30 (UTC−03:00) | Lucas Vila 4e · Pedro Ibarra 29e · Gonzalo Peillat 48e · Matias Rey 57e | (2 - 3) | 15e Timm Herzbruch · 24e Christopher Wesley · 28e Mats Grambusch · 60e Mathias Müller | Arbitrage : Adam Kearns Paco Vázquez | Arbitrage : Adam Kearns Paco Vázquez |

| 12 août 2016      | Allemagne                             | 2 - 1   | Pays-Bas              | Centre olympique de hockey                |                                           |
| 13h30 (UTC−03:00) | Florian Fuchs 7e · Mats Grambusch 33e | (1 - 0) | 44e Severiano van Ass | Arbitrage : Murray Grime Marcelo Servetto | Arbitrage : Murray Grime Marcelo Servetto |

#### Phase finale
Tableau final
|  | Quarts de finale            | Quarts de finale            |                             |                             | Demi-finales                | Demi-finales                |   |  | Finale                      | Finale                      |
|  | Quarts de finale            | Quarts de finale            |                             |                             | Demi-finales                | Demi-finales                |   |  | Finale                      | Finale                      |
|  |                             |                             |                             |                             |                             |                             |   |  |                             |                             |
|  | 14 août à 12h30 (UTC−03:00) | 14 août à 12h30 (UTC−03:00) |                             |                             | 16 août à 17h00 (UTC−03:00) | 16 août à 17h00 (UTC−03:00) |   |  | 18 août à 17h00 (UTC−03:00) | 18 août à 17h00 (UTC−03:00) |
|  | 14 août à 12h30 (UTC−03:00) | 14 août à 12h30 (UTC−03:00) |                             |                             | 16 août à 17h00 (UTC−03:00) | 16 août à 17h00 (UTC−03:00) |   |  | 18 août à 17h00 (UTC−03:00) | 18 août à 17h00 (UTC−03:00) |
|  | Belgique                    | 3                           |                             |                             | 16 août à 17h00 (UTC−03:00) | 16 août à 17h00 (UTC−03:00) |   |  | 18 août à 17h00 (UTC−03:00) | 18 août à 17h00 (UTC−03:00) |
|  | Belgique                    | 3                           |                             |                             | 16 août à 17h00 (UTC−03:00) | 16 août à 17h00 (UTC−03:00) |   |  | 18 août à 17h00 (UTC−03:00) | 18 août à 17h00 (UTC−03:00) |
|  | Inde                        | 1                           |                             |                             | 16 août à 17h00 (UTC−03:00) | 16 août à 17h00 (UTC−03:00) |   |  | 18 août à 17h00 (UTC−03:00) | 18 août à 17h00 (UTC−03:00) |
|  | Inde                        | 1                           | Belgique                    | 3                           |                             |                             |   |  | 18 août à 17h00 (UTC−03:00) | 18 août à 17h00 (UTC−03:00) |
|  | 14 août à 18h00 (UTC−03:00) |                             | Belgique                    | 3                           |                             |                             |   |  | 18 août à 17h00 (UTC−03:00) | 18 août à 17h00 (UTC−03:00) |
|  |                             | Pays-Bas                    | 1                           |                             |                             |                             |   |  | 18 août à 17h00 (UTC−03:00) | 18 août à 17h00 (UTC−03:00) |
|  | Pays-Bas                    | Pays-Bas                    | 1                           | 4                           |                             |                             |   |  | 18 août à 17h00 (UTC−03:00) | 18 août à 17h00 (UTC−03:00) |
|  | Pays-Bas                    |                             |                             | 4                           |                             |                             |   |  | 18 août à 17h00 (UTC−03:00) | 18 août à 17h00 (UTC−03:00) |
|  | Australie                   | 0                           |                             |                             |                             |                             |   |  | 18 août à 17h00 (UTC−03:00) | 18 août à 17h00 (UTC−03:00) |
|  | Australie                   | 0                           | Belgique                    | 2                           |                             |                             |   |  |                             |                             |
|  | 14 août à 10h00 (UTC−03:00) |                             | Belgique                    | 2                           |                             |                             |   |  |                             |                             |
|  |                             | Argentine                   | 4                           |                             |                             |                             |   |  |                             |                             |
|  | Espagne                     | Argentine                   | 4                           | 1                           |                             |                             |   |  |                             |                             |
|  | Espagne                     | 16 août à 12h00 (UTC−03:00) |                             | 1                           |                             |                             |   |  |                             |                             |
|  | Argentine                   | 2                           |                             |                             |                             |                             |   |  |                             |                             |
|  | Argentine                   | 2                           | Argentine                   | 5                           |                             |                             |   |  |                             |                             |
|  | 14 août à 20h30 (UTC−03:00) | 14 août à 20h30 (UTC−03:00) | Argentine                   | 5                           | Match pour la 3e place      | Match pour la 3e place      |   |  |                             |                             |
|  | 14 août à 20h30 (UTC−03:00) | 14 août à 20h30 (UTC−03:00) |                             | Allemagne                   | Match pour la 3e place      | Match pour la 3e place      | 2 |  |                             |                             |
|  | Allemagne                   | 3                           | 18 août à 12h00 (UTC−03:00) | 18 août à 12h00 (UTC−03:00) |                             |                             | 2 |  |                             |                             |
|  | Allemagne                   | 3                           | 18 août à 12h00 (UTC−03:00) | 18 août à 12h00 (UTC−03:00) |                             |                             |   |  |                             |                             |
|  | Nouvelle-Zélande            | 2                           |                             | Pays-Bas                    | 1 (3)                       |                             |   |  |                             |                             |
|  | Nouvelle-Zélande            | 2                           |                             | Pays-Bas                    | 1 (3)                       |                             |   |  |                             |                             |
|  |                             |                             |                             |                             |                             |                             |   |  | Allemagne (t.a.b.)          | 1 (4)                       |
|  |                             |                             |                             |                             |                             |                             |   |  | Allemagne (t.a.b.)          | 1 (4)                       |

Quart de finale
| 14 août 2016      | Allemagne                                 | 3 - 2   | Nouvelle-Zélande                    | Centre olympique de hockey                |                                           |
| 20h30 (UTC−03:00) | Moritz Furste 56, 60e · Florian Fuchs 60e | (0 - 1) | 18e Hugo Inglis · 49e Shea McAleese | Arbitrage : Marcelo Servetto Murray Grime | Arbitrage : Marcelo Servetto Murray Grime |

Demi-finale
| 16 août 2016      | Argentine                                                        | 5 - 2   | Allemagne                                | Centre olympique de hockey             |                                        |
| 12h00 (UTC−03:00) | Gonzalo Peillat 9, 12, 28e · Joaquin Menini 36e · Lucas Vila 47e | (3 - 0) | 51e Moritz Furste · 58e Christopher Rühr | Arbitrage : Marcin Grochal John Wright | Arbitrage : Marcin Grochal John Wright |

Match pour la médaille de bronze
| 18 août 2016      | Pays-Bas          | 1 - 1   | Allemagne        | Centre olympique de hockey                 |                                            |
| 12h00 (UTC−03:00) | Jorrit Croon 35e  | (0 - 0) | 42e Martin Haner | Arbitrage : Marcelo Servetto Martin Madden | Arbitrage : Marcelo Servetto Martin Madden |
| 12h00 (UTC−03:00) | Tirs au but 3 - 4 |         |                  | Arbitrage : Marcelo Servetto Martin Madden | Arbitrage : Marcelo Servetto Martin Madden |

### Tournoi féminin
L'équipe d'Allemagne de hockey sur gazon féminin gagne sa place pour les Jeux via la Ligue mondiale de hockey sur gazon féminin 2014-2015.

#### Premier tour
| Rang | Équipe           | Pts | J | G | N | P | Bp | Bc | Diff |
| ---- | ---------------- | --- | - | - | - | - | -- | -- | ---- |
| 1    | Pays-Bas         | 13  | 5 | 4 | 1 | 0 | 13 | 1  | +12  |
| 2    | Nouvelle-Zélande | 10  | 5 | 3 | 1 | 1 | 11 | 5  | +6   |
| 3    | Allemagne        | 7   | 5 | 2 | 1 | 2 | 6  | 6  | 0    |
| 4    | Espagne          | 6   | 5 | 2 | 0 | 3 | 6  | 12 | -6   |
| 5    | Chine            | 5   | 5 | 1 | 2 | 2 | 3  | 5  | -2   |
| 6    | Corée du Sud     | 1   | 5 | 0 | 1 | 4 | 3  | 13 | -10  |

| 7 août 2016       | Chine         | 1 - 1   | Allemagne         | Centre olympique de hockey, Rio de Janeiro |                                         |
| 13h30 (UTC−03:00) | Yang Peng 28e | (1 - 1) | 5e Lisa Altenburg | Arbitrage : Melissa Trivic Sarah Wilson    | Arbitrage : Melissa Trivic Sarah Wilson |
| 13h30 (UTC−03:00) | Rapport       |         |                   | Arbitrage : Melissa Trivic Sarah Wilson    | Arbitrage : Melissa Trivic Sarah Wilson |

| 8 août 2016       | Nouvelle-Zélande   | 1 - 2   | Allemagne                                   | Centre olympique de hockey, Rio de Janeiro |                                           |
| 13h30 (UTC−03:00) | Petrea Webster 10e | (1 - 1) | 22e Pia-Sophie Oldhafer · 44e Anne Schröder | Arbitrage : Soledad Iparraguirre Lin Miao  | Arbitrage : Soledad Iparraguirre Lin Miao |
| 13h30 (UTC−03:00) | Rapport            |         |                                             | Arbitrage : Soledad Iparraguirre Lin Miao  | Arbitrage : Soledad Iparraguirre Lin Miao |

| 10 août 2016      | Allemagne                              | 2 - 0   | Corée du Sud | Centre olympique de hockey, Rio de Janeiro |                                            |
| 12h30 (UTC−03:00) | Hannah Krüger 55e · Lisa Altenburg 59e | (0 - 0) |              | Arbitrage : Michelle Joubert Kylie Seymour | Arbitrage : Michelle Joubert Kylie Seymour |
| 12h30 (UTC−03:00) | Rapport                                |         |              | Arbitrage : Michelle Joubert Kylie Seymour | Arbitrage : Michelle Joubert Kylie Seymour |

| 11 août 2016      | Allemagne        | 1 - 2   | Espagne                                    | Centre olympique de hockey, Rio de Janeiro |                                       |
| 17h00 (UTC−03:00) | Lisa Schütze 21e | (1 - 2) | 9e Cristina Guinea · 11e Carola Salvatella | Arbitrage : Fanneke Alkemade Lin Miao      | Arbitrage : Fanneke Alkemade Lin Miao |

| 13 août 2016      | Pays-Bas                             | 2 - 0   | Allemagne | Centre olympique de hockey, Rio de Janeiro      |                                                 |
| 12h30 (UTC−03:00) | Xan de Waard 5e · Kitty van Male 44e | (1 - 0) |           | Arbitrage : Soledad Iparraguirre Melissa Trivic | Arbitrage : Soledad Iparraguirre Melissa Trivic |

#### Phase finale
|  | Quarts de finale            | Quarts de finale            |                             |                             | Demi-finales                | Demi-finales                |   |  | Finale                      | Finale                      |
|  | Quarts de finale            | Quarts de finale            |                             |                             | Demi-finales                | Demi-finales                |   |  | Finale                      | Finale                      |
|  |                             |                             |                             |                             |                             |                             |   |  |                             |                             |
|  | 15 août à 20h30 (UTC−03:00) | 15 août à 20h30 (UTC−03:00) |                             |                             | 17 août à 12h00 (UTC−03:00) | 17 août à 12h00 (UTC−03:00) |   |  | 19 août à 17h00 (UTC−03:00) | 19 août à 17h00 (UTC−03:00) |
|  | 15 août à 20h30 (UTC−03:00) | 15 août à 20h30 (UTC−03:00) |                             |                             | 17 août à 12h00 (UTC−03:00) | 17 août à 12h00 (UTC−03:00) |   |  | 19 août à 17h00 (UTC−03:00) | 19 août à 17h00 (UTC−03:00) |
|  | Pays-Bas                    | 3                           |                             |                             | 17 août à 12h00 (UTC−03:00) | 17 août à 12h00 (UTC−03:00) |   |  | 19 août à 17h00 (UTC−03:00) | 19 août à 17h00 (UTC−03:00) |
|  | Pays-Bas                    | 3                           |                             |                             | 17 août à 12h00 (UTC−03:00) | 17 août à 12h00 (UTC−03:00) |   |  | 19 août à 17h00 (UTC−03:00) | 19 août à 17h00 (UTC−03:00) |
|  | Argentine                   | 2                           |                             |                             | 17 août à 12h00 (UTC−03:00) | 17 août à 12h00 (UTC−03:00) |   |  | 19 août à 17h00 (UTC−03:00) | 19 août à 17h00 (UTC−03:00) |
|  | Argentine                   | 2                           | Pays-Bas (t.a.b.)           | 1 (4)                       |                             |                             |   |  | 19 août à 17h00 (UTC−03:00) | 19 août à 17h00 (UTC−03:00) |
|  | 15 août à 12h30 (UTC−03:00) |                             | Pays-Bas (t.a.b.)           | 1 (4)                       |                             |                             |   |  | 19 août à 17h00 (UTC−03:00) | 19 août à 17h00 (UTC−03:00) |
|  |                             | Allemagne                   | 1 (3)                       |                             |                             |                             |   |  | 19 août à 17h00 (UTC−03:00) | 19 août à 17h00 (UTC−03:00) |
|  | États-Unis                  | Allemagne                   | 1 (3)                       | 1                           |                             |                             |   |  | 19 août à 17h00 (UTC−03:00) | 19 août à 17h00 (UTC−03:00) |
|  | États-Unis                  |                             |                             | 1                           |                             |                             |   |  | 19 août à 17h00 (UTC−03:00) | 19 août à 17h00 (UTC−03:00) |
|  | Allemagne                   | 2                           |                             |                             |                             |                             |   |  | 19 août à 17h00 (UTC−03:00) | 19 août à 17h00 (UTC−03:00) |
|  | Allemagne                   | 2                           | Pays-Bas                    | 3 (0)                       |                             |                             |   |  |                             |                             |
|  | 15 août à 10h00 (UTC−03:00) |                             | Pays-Bas                    | 3 (0)                       |                             |                             |   |  |                             |                             |
|  |                             | Grande-Bretagne (t.a.b.)    | 3 (2)                       |                             |                             |                             |   |  |                             |                             |
|  | Nouvelle-Zélande            | Grande-Bretagne (t.a.b.)    | 3 (2)                       | 4                           |                             |                             |   |  |                             |                             |
|  | Nouvelle-Zélande            | 17 août à 17h00 (UTC−03:00) |                             | 4                           |                             |                             |   |  |                             |                             |
|  | Australie                   | 2                           |                             |                             |                             |                             |   |  |                             |                             |
|  | Australie                   | 2                           | Nouvelle-Zélande            | 0                           |                             |                             |   |  |                             |                             |
|  | 15 août à 18h00 (UTC−03:00) | 15 août à 18h00 (UTC−03:00) | Nouvelle-Zélande            | 0                           | Match pour la 3e place      | Match pour la 3e place      |   |  |                             |                             |
|  | 15 août à 18h00 (UTC−03:00) | 15 août à 18h00 (UTC−03:00) |                             | Grande-Bretagne             | Match pour la 3e place      | Match pour la 3e place      | 3 |  |                             |                             |
|  | Grande-Bretagne             | 3                           | 19 août à 12h00 (UTC−03:00) | 19 août à 12h00 (UTC−03:00) |                             |                             | 3 |  |                             |                             |
|  | Grande-Bretagne             | 3                           | 19 août à 12h00 (UTC−03:00) | 19 août à 12h00 (UTC−03:00) |                             |                             |   |  |                             |                             |
|  | Espagne                     | 1                           |                             | Allemagne                   | 2                           |                             |   |  |                             |                             |
|  | Espagne                     | 1                           |                             | Allemagne                   | 2                           |                             |   |  |                             |                             |
|  |                             |                             |                             |                             |                             |                             |   |  | Nouvelle-Zélande            | 1                           |
|  |                             |                             |                             |                             |                             |                             |   |  | Nouvelle-Zélande            | 1                           |

Quart de finale
| 15 août 2016      | États-Unis            | 1 - 2   | Allemagne                            | Centre olympique de hockey, Rio de Janeiro |                                            |
| 12h30 (UTC−03:00) | Katelyn Falgowski 57e | (0 - 2) | 8e Marie Mävers · 14e Lisa Altenburg | Arbitrage : Carolina de la Fuente Lin Miao | Arbitrage : Carolina de la Fuente Lin Miao |

Demi-finale
| 17 août 2016      | Pays-Bas | 1 - 1             | Allemagne | Centre olympique de hockey, Rio de Janeiro        |                                                   |
| 12h00 (UTC−03:00) | Maartje Paumen 16e                                                                                           | (1 - 1)           | 11e Lisa Schütze | Arbitrage : Laurine Delforge Soledad Iparraguirre | Arbitrage : Laurine Delforge Soledad Iparraguirre |
| 12h00 (UTC−03:00) | Rapport |                   | | Arbitrage : Laurine Delforge Soledad Iparraguirre | Arbitrage : Laurine Delforge Soledad Iparraguirre |
| 12h00 (UTC−03:00) | Willemijn Bos · Ellen Hoog · Marloes Keetels · Margot van Geffen · Kelly Jonker · Willemijn Bos · Ellen Hoog | Tirs au but 4 - 3 | Janne Müller-Wieland · Marie Mävers · Lisa Hahn · Jana Teschke · Franzisca Hauke · Janne Müller-Wieland · Marie Mävers | Arbitrage : Laurine Delforge Soledad Iparraguirre | Arbitrage : Laurine Delforge Soledad Iparraguirre |

Match pour la médaille de bronze
| 19 août 2016      | Allemagne                                    | 2 - 1 | Nouvelle-Zélande | Centre olympique de hockey, Rio de Janeiro |                                          |
| 12h00 (UTC−03:00) | Charlotte Stapenhorst 34e · Lisa Schütze 38e | (0-0) | 45e Olivia Merry | Arbitrage : Irene Presenqui Sarah Wilson   | Arbitrage : Irene Presenqui Sarah Wilson |
| 12h00 (UTC−03:00) | Rapport                                      |       |                  | Arbitrage : Irene Presenqui Sarah Wilson   | Arbitrage : Irene Presenqui Sarah Wilson |

## Judo
| Athlète           | Compétition     | 1er tour            | 2e tour                        | 3e tour                   | Quart de finale             | Demi-finale         | Repêchage 1         | Finale                  | Rang    |
| Athlète           | Compétition     | Adversaire Résultat | Adversaire Résultat            | Adversaire Résultat       | Adversaire Résultat         | Adversaire Résultat | Adversaire Résultat | Adversaire Résultat     | Rang    |
| ----------------- | --------------- | ------------------- | ------------------------------ | ------------------------- | --------------------------- | ------------------- | ------------------- | ----------------------- | ------- |
| Tobias Englmaier  | Moins de 60 kg  | exempt              | bat Garrigos 001-000           | battu par Kitadai 000-001 | Éliminé                     | Éliminé             | Éliminé             | Éliminé                 | Éliminé |
| Sebastian Seidl   | Moins de 66 kg  | exempt              | battu par Basile 000-100       | Éliminé                   | Éliminé                     | Éliminé             | Éliminé             | Éliminé                 | Éliminé |
| Igor Wandtke      | Moins de 73 kg  | exempt              | bat Deprez 000-000s1           | battu par Muki 000-010    | Éliminé                     | Éliminé             | Éliminé             | Éliminé                 | Éliminé |
| Sven Maresch      | Moins de 81 kg  | exempt              | battu par Toma 000-101         | Éliminé                   | Éliminé                     | Éliminé             | Éliminé             | Éliminé                 | Éliminé |
| Marc Odenthal     | Moins de 90 kg  | exempt              | battu par Baker 000-100        | Éliminé                   | Éliminé                     | Éliminé             | Éliminé             | Éliminé                 | Éliminé |
| Karl-Richard Frey | Moins de 100 kg | exempt              | bat Cirjenics 100-000          | bat Soe 100-000           | battu par Bloshenko 000-011 | NC                  | bat Darwish 100-000 | battu par Maret 000-100 | 5e      |
| André Breitbarth  | Plus de 100 kg  | exempt              | battu par Krakovetskii 000-100 | Éliminé                   | Éliminé                     | Éliminé             | Éliminé             | Éliminé                 | Éliminé |

| Athlète           | Compétition    | 1er tour                     | 2e tour                       | Quart de finale             | Demi-finale                  | Repêchage 1         | Finale                      | Rang     |
| Athlète           | Compétition    | Adversaire Résultat          | Adversaire Résultat           | Adversaire Résultat         | Adversaire Résultat          | Adversaire Résultat | Adversaire Résultat         | Rang     |
| ----------------- | -------------- | ---------------------------- | ----------------------------- | --------------------------- | ---------------------------- | ------------------- | --------------------------- | -------- |
| Mareen Kräh       | Moins de 52 kg | bat Skrypnik 011-001         | battue par Giuffrida 000-001  | Éliminée                    | Éliminée                     | Éliminée            | Éliminée                    | Éliminée |
| Miryam Roper      | Moins de 57 kg | battue par R. Silva 000-100  | Éliminée                      | Éliminée                    | Éliminée                     | Éliminée            | Éliminée                    | Éliminée |
| Martyna Trajdos   | Moins de 63 kg | exempte                      | battue par M. Silva 000-000s1 | Éliminée                    | Éliminée                     | Éliminée            | Éliminée                    | Éliminée |
| Laura Vargas Koch | Moins de 70 kg | exempte                      | bat Moreira 000s1-000         | bat Graf 100-000            | battue par Tachimoto 000-010 | exempte             | bat Bernabéu 010-000        | 3e       |
| Luise Malzahn     | Moins de 78 kg | Exempte                      | bat Pogorzelec 000s1-000      | battue par Aguiar 000-000s1 | Éliminée                     | bat Powell 100-000  | battue par Velenšek 000-100 | 5e       |
| Jasmin Külbs      | Plus de 78 kg  | battue par Chibisova 000-101 | Éliminée                      | Éliminée                    | Éliminée                     | Éliminée            | Éliminée                    | Éliminée |

## Lutte
| Athlète       | Compétition     | Qualification       | Huitièmes de finale  | Quarts de finale          | Demi-finales          | Repêchage 1         | Repêchage 2         | Finale                 | Finale |
| Athlète       | Compétition     | Adversaire Résultat | Adversaire Résultat  | Adversaire Résultat       | Adversaire Résultat   | Adversaire Résultat | Adversaire Résultat | Adversaire Résultat    | Rang   |
| ------------- | --------------- | ------------------- | -------------------- | ------------------------- | --------------------- | ------------------- | ------------------- | ---------------------- | ------ |
| Frank Stäbler | Moins de 66 kg  | exempt              | bat Venckaitis 3-1   | bat Štefanek 1-3          | Éliminé               | exempt              | battu par Inoue 1-3 | Éliminé                | 7e     |
| Denis Kudla   | Moins de 85 kg  | bat Kenjeev 3-0     | bat Kobliashvili 3-1 | battu par Chakvetadze 0-4 | Éliminé               | exempt              | bat Akhlaghi 3-1    | bat Lőrincz 3-1        | 3e     |
| Eduard Popp   | Moins de 130 kg | exempt              | bat Tinaliyev 3-0    | bat Babajanzadeh 3-1      | battu par Kayaalp 0-4 | exempt              | exempt              | battu par Shariati 0-5 | 5e     |

| Athlète        | Compétition    | Qualification          | Huitièmes de finale    | Quarts de finale        | Demi-finales        | Repêchage 1           | Repêchage 2          | Finale              | Finale |
| Athlète        | Compétition    | Adversaire Résultat    | Adversaire Résultat    | Adversaire Résultat     | Adversaire Résultat | Adversaire Résultat   | Adversaire Résultat  | Adversaire Résultat | Rang   |
| -------------- | -------------- | ---------------------- | ---------------------- | ----------------------- | ------------------- | --------------------- | -------------------- | ------------------- | ------ |
| Nina Hemmer    | Moins de 53 kg | battue par Zhong 1-3   | Éliminée               | Éliminée                | Éliminée            | Éliminée              | Éliminée             | Éliminée            | 14e    |
| Luisa Niemesch | Moins de 58 kg | battue par Koblova 1-3 | Éliminée               | Éliminée                | Éliminée            | battue par Orkhon 0-5 | Éliminée             | Éliminée            | 20e    |
| Aline Focken   | Moins de 69 kg | exempte                | bat Zhou 3-1           | battue par Fransson 1-3 | Éliminée            | Éliminée              | Éliminée             | Éliminée            | 9e     |
| Maria Selmaier | Moins de 75 kg | exempte                | battue par Wiebe 0-3'' | Éliminée                | Éliminée            | exempte               | battue par Zhang 0-4 | Éliminée            | 18e    |

## Natation
| Athlète                                                                         | Épreuve                     | Séries         | Séries      | Demi-finales  | Demi-finales | Finale           | Finale   |
| Athlète                                                                         | Épreuve                     | Temps          | Rang        | Temps         | Rang         | Temps            | Rang     |
| ------------------------------------------------------------------------------- | --------------------------- | -------------- | ----------- | ------------- | ------------ | ---------------- | -------- |
| Paul Biedermann                                                                 | 200 m nage libre            | 1 min 45 s 78  | 2e          | 1 min 45 s 69 | 4e           | 1 min 45 s 84    | 6e       |
| Christoph Fildebrandt                                                           | 200 m nage libre            | 1 min 47 s 81  | 28e         | Éliminé       | Éliminé      | Éliminé          | Éliminé  |
| Steffen Deibler                                                                 | 100 m papillon              | 52 s 14        | 18e         | Éliminé       | Éliminé      | Éliminé          | Éliminé  |
| Christian Diener                                                                | 200 m dos                   | 1 min 56 s 62  | 9e          | 1 min 56 s 37 | 8e           | 1 min 56 s 27    | 7e       |
| Jan-Philip Glania                                                               | 100 m dos                   | 53 s 87        | 15e         | 53 s 94       | 12e          | Éliminé          | Éliminé  |
| Jan-Philip Glania                                                               | 200 m dos                   | 1 min 56 s 50  | 6e          | 1 min 56 s 53 | 9e           | Éliminé          | Éliminé  |
| Jacob Heidtmann                                                                 | 400 m 4 nages               | Disqualifié    | Disqualifié | Non couru     | Non couru    | Éliminé          | Éliminé  |
| Johannes Hintze                                                                 | 400 m 4 nages               | 4 min 18 s 25  | 18e         | Non couru     | Non couru    | Éliminé          | Éliminé  |
| Philip Heintz                                                                   | 200 m 4 nages               | 1 min 57 s 59  | 2e          | 1 min 58 s 85 | 8e           | 1 min 57 s 48    | 6e       |
| Björn Hornikel                                                                  | 100 m nage libre            | 49 s 62        | 39e         | Éliminé       | Éliminé      | Éliminé          | Éliminé  |
| Marco Koch                                                                      | 200 m brasse                | 2 min 8 s 98   | 5e          | 2 min 8 s 12  | 7e           | 2 min 8 s 0      | 7e       |
| Clemens Rapp                                                                    | 400 m nage libre            | 3 min 49 s 10  | 24e         | Non couru     | Non couru    | Éliminé          | Éliminé  |
| Florian Vogel                                                                   | 400 m nage libre            | 3 min 45 s 49  | 9e          | Non couru     | Non couru    | Éliminé          | Éliminé  |
| Christian vom Lehn                                                              | 100 m brasse                | 1 min 0 s 13   | 15e         | 1 min 0 s 23  | 12e          | Éliminé          | Éliminé  |
| Florian Wellbrock                                                               | 1 500 m nage libre          | 15 min 23 s 88 | 32e         | Non couru     | Non couru    | Éliminé          | Éliminé  |
| Damian Wierling                                                                 | 50 m nage libre             | 22 s 18        | 19e         | Éliminé       | Éliminé      | Éliminé          | Éliminé  |
| Damian Wierling                                                                 | 100 m nage libre            | 48 s 35        | 7e          | 48 s 66       | 15e          | Éliminé          | Éliminé  |
| Steffen Deibler Björn Hornikel Damian Wierling Philip Wolf                      | Relais 4 x 100 m nage libre | 3 min 14 s 97  | 11e         |               |              | Éliminés         | Éliminés |
| Paul Biedermann Christoph Fildebrandt Clemens Rapp Florian Vogel                | Relais 4 x 200 m nage libre | 7 min 7 s 66   | 4e          | Non couru     | Non couru    | 7 min 7 s 28     | 6e       |
| Steffen Deibler Jan-Philip Glania Marco Koch Christian vom Lehn Damian Wierling | Relais 4 x 100 m 4 nages    | 3 min 33 s 67  | 8e          | Non couru     | Non couru    | 3 min 33 s 50    | 7e       |
| Christian Reichert                                                              | 10 km                       | Non couru      | Non couru   | Non couru     | Non couru    | 1 h 53 min 4 s 7 | 9e       |

| Athlète                                                     | Épreuve                     | Séries        | Séries    | Demi-finales  | Demi-finales | Finale            | Finale    |
| Athlète                                                     | Épreuve                     | Temps         | Rang      | Temps         | Rang         | Temps             | Rang      |
| ----------------------------------------------------------- | --------------------------- | ------------- | --------- | ------------- | ------------ | ----------------- | --------- |
| Leonie Beck                                                 | 800 m nage libre            | 8 min 47 s 25 | 25e       | Non couru     | Non couru    | Éliminée          | Éliminée  |
| Dorothea Brandt                                             | 50 m nage libre             | 24 s 77       | 13e       | 24 s 71       | 14e          | Éliminée          | Éliminée  |
| Annika Bruhn                                                | 200 m nage libre            | 1 min 58 s 48 | 20e       | Éliminée      | Éliminée     | Éliminée          | Éliminée  |
| Lisa Graf                                                   | 200 m dos                   | 2 min 8 s 67  | 4e        | 2 min 9 s 56  | 14e          | Éliminée          | Éliminée  |
| Franziska Hentke                                            | 200 m papillon              | 2 min 7 s 59  | 9e        | 2 min 7 s 67  | 11e          | Éliminée          | Éliminée  |
| Franziska Hentke                                            | 400 m 4 nages               | 4 min 43 s 32 | 21e       | Non couru     | Non couru    | Éliminée          | Éliminée  |
| Sarah Köhler                                                | 400 m nage libre            | 4 min 6 s 55  | 10e       | Non couru     | Non couru    | Éliminée          | Éliminée  |
| Sarah Köhler                                                | 800 m nage libre            | 8 min 24 s 65 | 7e        | Non couru     | Non couru    | 8 min 27 s 75     | 8e        |
| Jenny Mensing                                               | 200 m dos                   | 2 min 10 s 68 | 16e       | 2 min 10 s 15 | 16e          | Éliminée          | Éliminée  |
| Alexandra Wenk                                              | 100 m papillon              | 58 s 49       | 21e       | Éliminée      | Éliminée     | Éliminée          | Éliminée  |
| Alexandra Wenk                                              | 200 m 4 nages               | 2 min 12 s 46 | 13e       | 2 min 12 s 13 | 12e          | Éliminée          | Éliminée  |
| Annika Bruhn Sarah Köhler Leonie Kullmann Paulina Schmiedel | Relais 4 x 200 m nage libre | 7 min 56 s 74 | 12e       | Non couru     | Non couru    | Éliminées         | Éliminées |
| Annika Bruhn Lisa Graf Vanessa Grimberg Alexandra Wenk      | Relais 4 x 100 m 4 nages    | 4 min 2 s 19  | 12e       | Non couru     | Non couru    | Éliminées         | Éliminées |
| Isabelle Härle                                              | 10 km                       | Non couru     | Non couru | Non couru     | Non couru    | 1 h 57 min 22 s 1 | 6e        |

## Pentathlon moderne
| Athlète             | Compétition | Escrime (épée, une touche) | Escrime (épée, une touche) | Escrime (épée, une touche) | Natation (200 m nage libre) | Natation (200 m nage libre) | Natation (200 m nage libre) | Équitation (saut d'obstacles) | Équitation (saut d'obstacles) | Équitation (saut d'obstacles) | Combiné course/tir (3 000 m / pistolet à 10 m) | Combiné course/tir (3 000 m / pistolet à 10 m) | Combiné course/tir (3 000 m / pistolet à 10 m) | Total | Rang |
| Athlète             | Compétition | Résultats                  | Rang                       | Points                     | Temps                       | Rang                        | Points                      | Pénalités                     | Rang                          | Points                        | Temps                                          | Rang                                           | Points                                         | Total | Rang |
| ------------------- | ----------- | -------------------------- | -------------------------- | -------------------------- | --------------------------- | --------------------------- | --------------------------- | ----------------------------- | ----------------------------- | ----------------------------- | ---------------------------------------------- | ---------------------------------------------- | ---------------------------------------------- | ----- | ---- |
| Patrick Dogue       | Hommes      | 23                         | 2e                         | 240                        | 2 min 7 s 65                | 31e                         | 318                         | 12                            | 12e                           | 288                           | 11 min 23 s 36                                 | 14e                                            | 617                                            | 1 463 | 6e   |
| Christian Zillekens | Hommes      | 16                         | 26e                        | 196                        | 2 min 6 s 24                | 28e                         | 322                         | 14                            | 14e                           | 286                           | 11 min 27 s 45                                 | 17e                                            | 613                                            | 1 417 | 21e  |
| Annika Schleu       | Femmes      | 17                         | 16e                        | 202                        | 2 min 19 s 34               | 21e                         | 282                         | 7                             | 12e                           | 293                           | 12 min 21 s 95                                 | 3e                                             | 559                                            | 1 336 | 5e   |
| Lena Schöneborn     | Femmes      | 24                         | 2e                         | 244                        | 2 min 21 s 74               | 29e                         | 275                         | Éliminée                      | 31e                           | 0                             | 12 min 54 s 21                                 | 14e                                            | 526                                            | 1 045 | 32e  |

## Tennis
Voici les athlètes retenus pour participer aux compétitions de tennis des Jeux de Rio : 
| Épreuve       | Athlète(s)            | Mode de qualification |
| ------------- | --------------------- | --------------------- |
| Simple hommes | Philipp Kohlschreiber | Classement ATP (26e)  |
| Simple femmes | Angelique Kerber      | Classement WTA (4e)   |
| Simple femmes | Andrea Petkovic       | Classement WTA (33e)  |
| Simple femmes | Annika Beck           | Classement WTA (42e)  |
| Simple femmes | Sabine Lisicki        | Classement WTA (63e)  |
| Double hommes | NC                    | -                     |
| Double femmes | NC                    | -                     |
| Double mixte  | NC                    | -                     |

## Tir à l'arc
| Athlète       | Compétition       | Tour préliminaire | Tour préliminaire | 1er tour         | 2e tour           | 3e tour            | Quarts de finale | Demi-finales       | Match pour la médaille de bronze | Match pour la médaille de bronze | Finale                 | Finale  |
| Athlète       | Compétition       | Score             | Rang              | Adversaire Score | Adversaire Score  | Adversaire Score   | Adversaire Score | Adversaire Score   | Adversaire Score                 | Rang                             | Adversaire Score       | Rang    |
| ------------- | ----------------- | ----------------- | ----------------- | ---------------- | ----------------- | ------------------ | ---------------- | ------------------ | -------------------------------- | -------------------------------- | ---------------------- | ------- |
| Florian Floto | Individuel hommes | 677 pts           | 11e               | Bat Piippo 6 - 0 | Bat Mohamad 6 - 4 | Battu par Ku 4 - 6 | Éliminé          | Éliminé            | Éliminé                          | Éliminé                          | Éliminé                | Éliminé |
| Lisa Unruh    | Individuel femmes | 640 pts           | 21e               | Bat Brito 6 - 4  | Bat Bayardo 6 - 4 | Bat Cao 6 - 2      | Bat Tan 6 - 5    | Bat Valencia 6 - 2 | Exempte                          | Exempte                          | Battue par Chang 2 - 6 | 2e      |

## Triathlon
| Athlètes        | Compétition | Natation (1,5 km) | Transition 1 | Vélo (40 km)   | Transition 2 | Course (10 km) | Temps          | Résultat |
| --------------- | ----------- | ----------------- | ------------ | -------------- | ------------ | -------------- | -------------- | -------- |
| Anne Haug       | Femmes      | 21 min 11 s       | 57 s         | 1 h 4 min 50 s | 40 s         | 35 min 18 s    | 2 h 2 min 56 s | 36e      |
| Laura Lindemann | Femmes      | 19 min 18 s       | 54 s         | 1 h 4 min 30 s | 43 s         | 36 min 27 s    | 2 h 1 min 52 s | 28e      |